# Léviathan (Thomas Hobbes)
Vous lisez un « article de qualité » labellisé en 2018.
Pour les articles homonymes, voir Léviathan (homonymie).
Léviathan ou Matière, forme et puissance de l'État chrétien et civil (Leviathan, or The Matter, Forme, & Power of a Common-wealth Ecclesiasticall and Civill, by Thomas Hobbes of Malmesbury en anglais) est une œuvre de Thomas Hobbes, publiée en 1651. Cet important ouvrage de philosophie politique, qui tire son titre du monstre biblique, traite de la formation de l'État et de la souveraineté, comme le montre l'allégorie souvent commentée du frontispice, qui représente le corps de l'État-Léviathan formé des individus qui le composent.
Très critique à l'égard de la scolastique, Hobbes est radicalement matérialiste et rationaliste. Le Léviathan met l'accent sur la précision des termes et la rigueur du raisonnement afin de construire, par une démarche déductive inspirée de la géométrie, une théorie scientifique des lois morales et de l'organisation politique. Profondément marqué par les guerres intestines qui ensanglantaient l'Angleterre, le philosophe part du triple postulat que l'homme à l'état de nature est foncièrement violent, que les individus sont fondamentalement égaux et que, par peur d'une mort violente, ils abdiqueront volontiers leur droit de nature en faveur d'un souverain absolu qui garantira la paix publique grâce à la puissance de répression dont il dispose. Il appuie son modèle sur une théorie des passions qui met au premier plan le désir de pouvoir, seul élément constant dans le changement permanent.
Cet ouvrage suscite dès sa parution d'intenses controverses, notamment en raison de ses positions sur la religion, que Hobbes considère comme une passion reposant sur la peur de l'inconnu, tout comme les superstitions. Il fait du souverain le dépositaire de la foi et l'interprète autorisé des enseignements bibliques, réduits à un contrat entre Dieu et l'homme. S'il rejette l'existence des anges et du purgatoire, Hobbes maintient toutefois celle de l'Enfer, afin de motiver l'obéissance par la peur des châtiments futurs.
Influencé par Hugo Grotius, l'ouvrage est un classique de la théorie du contrat social et a suscité une vision opposée de la part de Jean-Jacques Rousseau.
Si certains commentateurs modernes, à la suite de Leo Strauss, voient en Hobbes un précurseur du libéralisme par l'accent qu'il met sur les droits naturels de l'homme et le rôle de l'État dans la sauvegarde des citoyens, d'autres, tel Lucien Jaume, insistent sur les dangers d'un système qui élimine toute possibilité de dissidence en réduisant le champ de la conscience individuelle aux contenus imposés par la pression sociale.
Hobbes est considéré comme un précurseur du réalisme en relations internationales.

## Présentation

### Contexte politique
Lorsque le Léviathan paraît à Londres en 1651, la vie politique est en plein bouleversement. Le roi Charles Ier a été destitué en 1646 et exécuté sur ordre de Cromwell en 1649. Il règne un climat de terreur et de dictature qui durera jusqu'en 1659. Hobbes explique avoir écrit Léviathan afin de mettre fin aux guerres intestines auxquelles les ministres du culte ont contribué par leurs sermons et leurs écrits. Les guerres civiles de 1642-1646, 1648-1649 et 1649-1651 ont donc précipité la parution de Léviathan, où est exposée la doctrine politique de sa philosophie, avant la partie physique exposée dans le De Corpore (en) (1655) qui aurait dû logiquement précéder.
Dans ce siècle de crise, de profondes mutations sont à l'œuvre, non seulement en Angleterre, mais dans toute l'Europe : « mutation économique et sociale, mutation des mentalités secouées par les guerres de religion et les crises politiques […], mutation profonde de la monarchie. » Cette situation favorise la montée de l'absolutisme monarchique et la sécularisation de la pensée politique, ce qui entraînera l'essor de la raison d'État.
Le concept philosophico-politique de souveraineté, mis en place par le juriste français Jean Bodin dans Les Six Livres de la République (1576) et étudié dans toutes les cours d'Europe, établit d'emblée que « La souveraineté est la puissance absoluë & perpetuelle d'une Republique ». En conséquence, quel que soit le type de souveraineté — monarchie, aristocratie, démocratie —, celle-ci n'est effective que si elle détient le pouvoir absolu. Outre son caractère absolu, la souveraineté définie par Bodin implique aussi deux conditions essentielles : elle est perpétuelle et indivisible. Hobbes connaissait bien l'ouvrage magistral de Bodin, et celui-ci avait été abondamment utilisé dans les débats politiques opposant partisans et adversaires des Stuart durant la première moitié du XVIIe siècle.

### Enjeux de l'œuvre

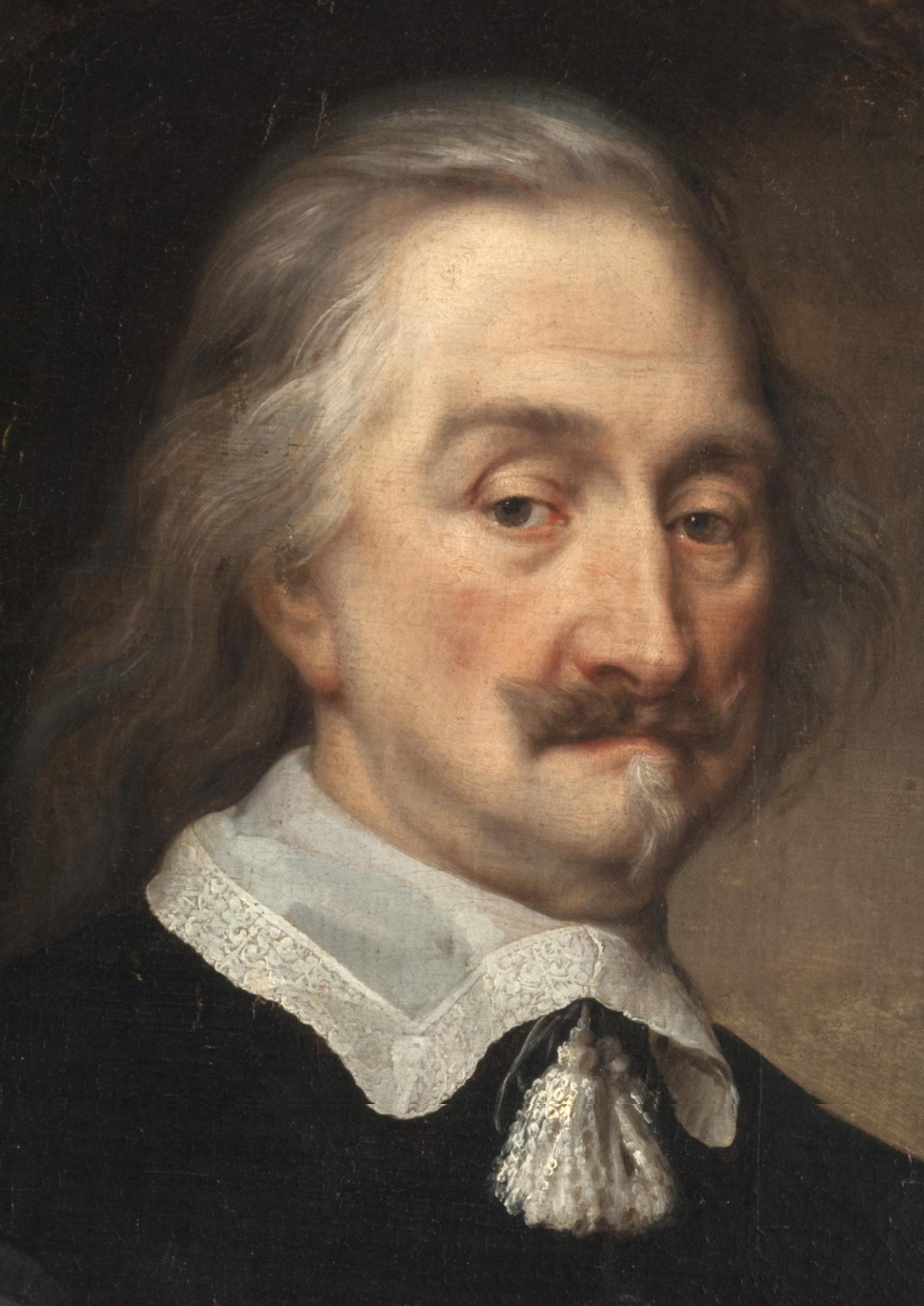
Portrait de Thomas Hobbes par David Beck vers 1650. Scottish National Portrait Gallery.

Le Léviathan de Hobbes « à lui seul, résume entièrement sa pensée politique en liaison avec ses principes philosophiques, juridiques et théologiques ». Véritable somme philosophique, cet ouvrage a été soigneusement pensé de façon à exprimer en tout point les idées de son auteur. Exposant les conditions d'un équilibre stable dans la vie politique, il fonde la modernité en philosophie politique et débarrasse la science politique de la « tutelle théologique ».
Au lieu de partir d'une vérité révélée, Hobbes base sa théorie sur sa conception de la nature humaine : « La politique de Hobbes […] est une théorie de la relation entre pouvoir et sujets fondée sur la nature humaine ». Il rejette les prétentions du pouvoir ecclésiastique ou spirituel à régenter le pouvoir temporel et le « droit auquel prétend telle ou telle église de s'arroger la puissance civile ». Il est ainsi le premier à préconiser qu'une « société athée ou a-religieuse constitue la solution au problème social ou politique. »
Hobbes rompt également avec la philosophie antique et en particulier la Politique d'Aristote, qui visait à établir l'organisation sociale sur des principes moraux plutôt que sur la réalité des rapports humains, tels que les conçoit Hobbes. Ce dernier rejette aussi la conception d'Aristote selon laquelle l'homme serait un « animal social » par nature (ζώον πολιτικόν), ainsi que sa théorie de l'inégalité foncière entre les hommes. Pour Hobbes, proche en cela de Descartes et de Spinoza, la scolastique héritée d'Aristote et du Moyen Âge est une fausse science qui ne mène qu'à l'erreur.
Au lieu donc de fonder sa philosophie politique sur des ouvrages qu'il considère entachés d'erreur, il s'attache à la construire à partir d'une méthode sûre, qui est celle de la géométrie, car celle-ci emploie un vocabulaire rigoureux et procède à partir de définitions précises, en enchaînant correctement les propositions afin de parvenir à une vérité certaine. Il met cette méthode en application dans Léviathan, où il commence par poser des définitions fondamentales afin d'élaborer une anthropologie morale et politique.
Radicalement opposé à l'idéalisme, Hobbes considère que la notion scolastique de « substance incorporelle » est en soi contradictoire. Pour lui, il n'existe que des corps, c'est-à-dire des substances qui occupent un lieu déterminé et sont des parties de l'univers. Il attache aussi une grande importance au mouvement, qui permet d'expliquer de nombreux phénomènes non seulement dans la matière mais aussi dans la pensée et les passions, qui sont des mouvements provoqués par notre imagination. Sa philosophie part ainsi d'un « présupposé matérialiste radical » afin de construire une « science du corps politique » et d'« établir les règles du mouvement qui anime l'animal humain considéré comme corps individuel, autrement dit comme sujet ».

### Structure
L'ouvrage est divisé en quatre parties. La première, intitulée « De l'Homme », explique le fonctionnement des sens et montre que tout ce que nous imaginons dérive de nos perceptions, des signes, de trains de pensées plus ou moins dirigées, de notre mémoire et du langage. Il examine les passions, la condition de l'état de nature et les lois naturelles ou obligations morales qu'il considère dictées par la raison.
La deuxième partie porte sur l'organisation de l'État, dont la responsabilité première est d'assurer la sécurité des citoyens. Hobbes énumère les douze principaux droits du souverain, les types de gouvernement (monarchie, aristocratie, démocratie) et les règles de succession. Il prévoit les moyens de maintenir la paix sociale, notamment en assurant le plein-emploi. Il aborde aussi la question des lois, du système de justice, des châtiments — amende, ignominie, emprisonnement, exil, bannissement, peine capitale avec ou sans torture — et des récompenses.
La troisième partie porte sur le rôle de l'Église dans l'État. Hobbes examine le degré de véracité des livres révélés et conclut que la Bible est seule digne de foi en raison des miracles accomplis. Après avoir établi que Dieu est bien l'auteur des dix commandements, il détermine le rôle de l'Église dans l'État en stipulant qu'elle doit être soumise à l'autorité du souverain, car « les rois chrétiens sont les suprêmes pasteurs de leurs peuples ». Il s'attaque particulièrement à l'argumentation développée par le cardinal Bellarmin visant à établir l'autorité du pape (chap. XLII).
Dans la quatrième partie, Hobbes identifie les écueils dans lesquels le public peut tomber par suite d'erreurs d'interprétation de la Bible et de croyances superstitieuses, telles la démonologie et les pratiques païennes. Il consacre un chapitre à des conceptions philosophiques erronées et dénonce le jargon des diverses écoles de philosophie ancienne en affirmant que celles-ci n'apprenaient rien d'utile, leur « philosophie naturelle étant davantage un rêve qu'une science » et leur philosophie morale reposant en fait sur les passions de leurs auteurs. Il poursuit son réquisitoire en dénonçant la papauté, dont il fait l'héritière de l'institution romaine du pontifex maximus et qu'il désigne comme la principale bénéficiaire de ces erreurs doctrinales. Il dénonce aussi diverses institutions de l'Église catholique, tels le célibat des prêtres, la pratique de la confession, qui donne au clergé la haute main sur les rouages secrets de l'État, l'excommunication, qui assure le pouvoir du pape sur les rois, la doctrine du purgatoire, qui permet le trafic des indulgences, la croyance au démon et la pratique de l'exorcisme, qui tiennent le peuple plein d'effroi devant le pouvoir des prêtres, etc.
Ces deux dernières parties sur le dogme religieux et le pouvoir ecclésiastique sont beaucoup moins commentées aujourd'hui car les théoriciens de la politique s'intéressent surtout aux arguments visant à légitimer un État moderne séculier.

### Une symbolique du pouvoir

#### Le frontispice

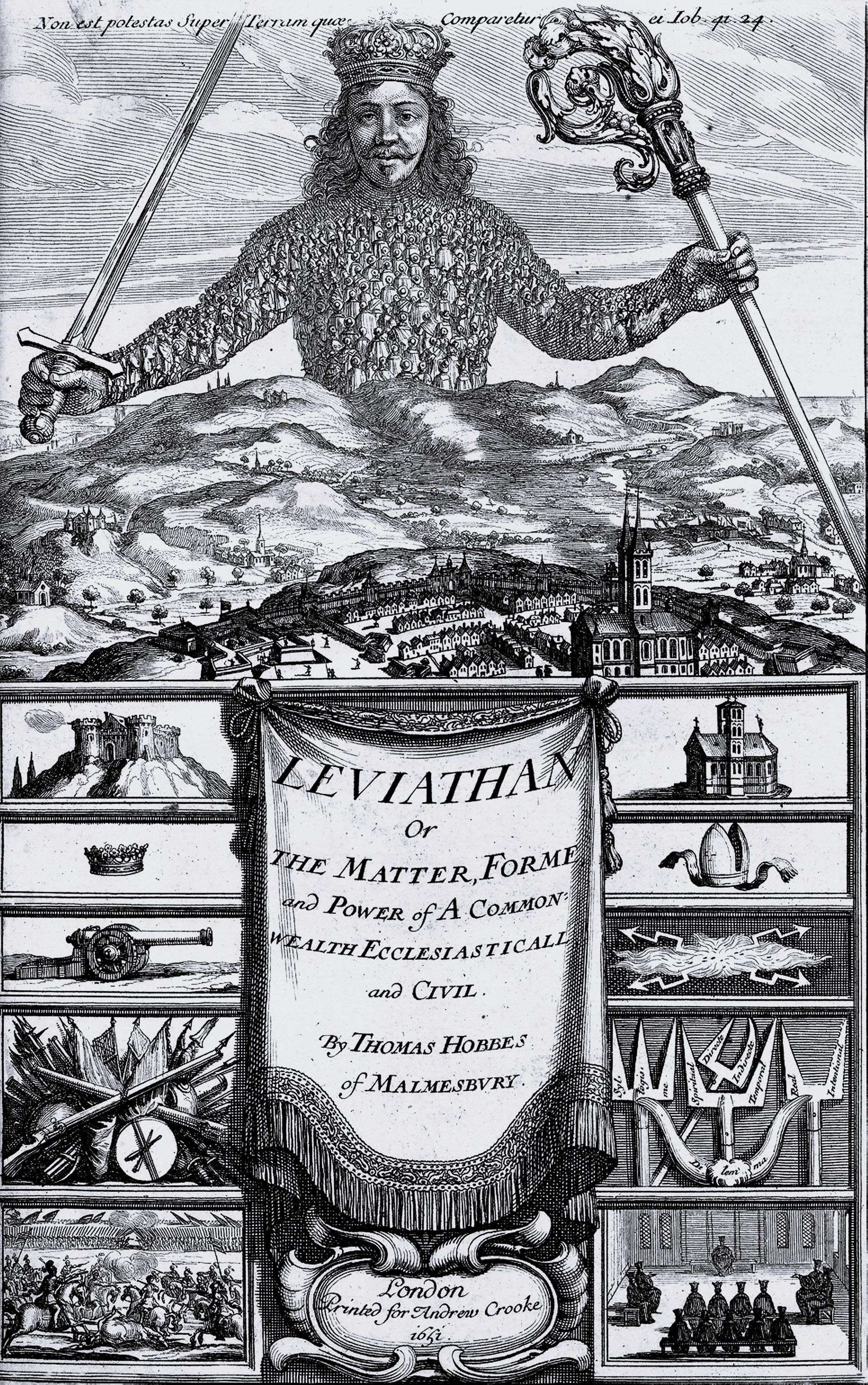
Gravure originale du livre (1651).

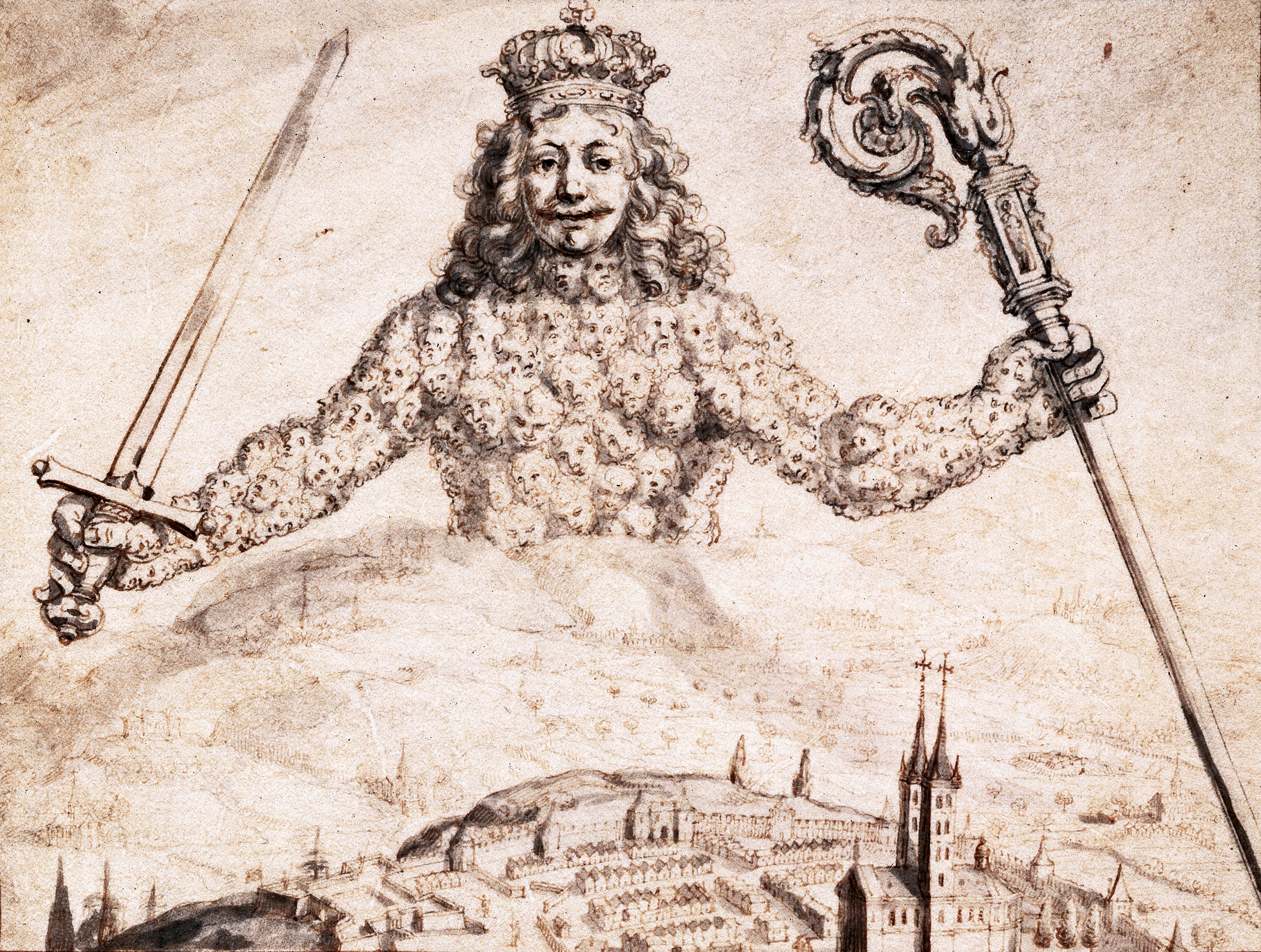
Dessin à la plume du frontispice du manuscrit du Léviathan offert en 1651 par Hobbes à Charles II (roi d'Angleterre). British Library.

Loin d'être un simple ornement du livre, le frontispice du Léviathan en est une composante essentielle. Hobbes accordait en effet une extrême importance aux images et à la rhétorique afin de persuader le lecteur. Probablement réalisé à Paris par le graveur Abraham Bosse, sur les instructions précises de Hobbes, cette gravure constitue une des plus profondes illustrations jamais produites d'une théorie politique,. Elle a été abondamment commentée, notamment par Foucault, qui a dénoncé la philosophie et déconstruit le modèle juridique du pouvoir proposé par Hobbes.

La partie supérieure représente des régions vallonnées que domine le torse d'un géant ceint d'une couronne, brandissant une épée dans la main droite et une crosse épiscopale dans la gauche. Ces deux attributs de la puissance — civile et ecclésiastique — touchent à leur pointe une phrase latine inscrite au sommet de l'image : « Non est potestas Super Terram quae Comparetur ei » (« Il n'est pas de puissance sur terre qui lui soit comparable »). Cette citation est tirée du Livre de Job (41.24), où elle arrive au terme de la longue réponse de Yahweh, en guise d'explication des épreuves de Job, décrivant en une quarantaine de vers l'incommensurable puissance du monstre qu'est Léviathan. Le géant, ainsi décrit par la sentence, représente l'État, figuré sous la forme d'une entité organique homogène. Cette figure allégorique était déjà parfaitement décrite dans le traité Du citoyen, rédigé quatre ans plus tôt : 

« La soumission de tous à la volonté d'un seul homme, ou d'une assemblée, s'appelle union. […] L'union ainsi faite est appelée cité, ou société civile, et même personne civile ; car, comme la volonté de tous est devenue une, elle est devenue par là même une personne. »

Les panneaux latéraux du frontispice se répondent et s'équilibrent, ceux de gauche illustrant des symboles du pouvoir civil (château-fort, couronne, canon, armes de guerre, bataille rangée), tandis que ceux de droite symbolisent le pouvoir ecclésiastique (église, mitre, foudres de l'excommunication, armes de la logique, tribunal ecclésiastique). Au centre, le titre est inscrit sur une sorte de lourde draperie évoquant le voile qui cachait le tabernacle dans l'Ancien Testament. Le torse et les bras du géant sont recouverts de quelque trois cents personnages minuscules, suggérant que le citoyen n'est « qu'une écaille sur la peau reptilienne du Léviathan ». Dans la version imprimée, les regards de ces homoncules sont tous orientés vers la tête du géant, tandis que dans la version manuscrite destinée au roi Charles II, les regards sont dirigés vers le lecteur-roi : le souverain est en effet le public principal visé par Hobbes, plutôt que la masse des sujets, car son livre montre comment un souverain doit gouverner pour éviter la guerre.

#### Le titre
Le Léviathan est un monstre évoqué à plusieurs reprises dans la Bible et dont le sens est ici donné par la citation du Livre de Job au sommet de l'image. Le monstre symbolise donc la puissance terrifiante à laquelle l'homme est soumis par l'État, avec qui il ne peut même pas imaginer de se mesurer. La machine de l'État doit en effet inspirer un sentiment de peur afin de forcer les citoyens à accepter sa puissance absolue (potestas absoluta). Le monstre du titre — Léviathan ou Matière, forme et puissance de l'État chrétien et civil — est expliqué dès l'introduction du volume : « C'est l'œuvre de l'art qui a créé le grand Léviathan, que l'on appelle État (en latin civitas), mais qui n'est rien d'autre qu'un homme artificiel. » Plus loin, Hobbes modifie sa définition : « ce grand Léviathan, ou plutôt (pour parler de façon plus respectueuse), ce Dieu mortel à qui nous devons, sous le Dieu immortel, notre paix et notre sécurité. »  Reprenant Aristote et son "l'art imite la nature", il écrit que « la nature […] est si bien imitée par l'art de l'homme, en ceci comme en de nombreuses autres choses, que cet art peut fabriquer un animal artificiel. »
On ne trouve que trois mentions du monstre dans tout le livre, mais les définitions varient curieusement, désignant tantôt l'État dans sa totalité, tantôt seulement le souverain ; nombre de commentateurs ont souligné l'extrême ambiguïté de l'image du Léviathan. Dans la gravure, le contraste est frappant entre les connotations terrifiantes attribuées au monstre mythique et la figure souriante du prince.

## Éléments du système

### Théorie de la connaissance
Le Léviathan commence par exposer une théorie de la connaissance. Il y a deux formes de connaissance : l'une est la connaissance d'un fait saisi par les sens ou la mémoire ; l'autre est la connaissance de la conséquence d'une affirmation sur une autre, ce qui est le propre de la science. Cette dernière se divise en deux grands domaines : (1) étude des conséquences des accidents des corps naturels (= philosophie de la nature) ; (2) étude des conséquences des accidents des corps politiques (= philosophie civile) (chap. IX).
Hobbes est empiriste, c'est-à-dire que toute connaissance provient de la sensation. Selon lui, « l'esprit humain ne conçoit rien qui n'ait d'abord été, en totalité ou en partie, engendré par les organes des sens ». Autrement dit, « les pensées sont originairement des sensations du corps ». Il ne peut donc pas y avoir de pensée indépendante du corps et du cerveau ; en cela Hobbes est profondément matérialiste.
Sur le versant ontologique, Hobbes nie qu'il existe un monde des idées ou des formes, comme c'est le cas chez Platon. Il adhère à la philosophie nominaliste : il n'y a pas d'essences pour lui, les universaux ne sont que des mots et non des réalités, bref, il n'existe que des êtres singuliers ou des individus avec une substance matérielle ancré dans un monde physique et tangible. Une réalité immatérielle, indépendante de notre esprit, est une absurdité.

### Le langage
Pour Hobbes, « L'usage général de la parole est de transformer notre discours mental en discours verbal et l'enchaînement de nos pensées en un enchaînement de mots » : le langage occupe donc « une place charnière » entre le mental et le social. Le langage est le privilège de l'homme : sans lui, il ne pourrait y avoir ni État, ni société, ni contrat, ni paix. Mais le langage peut aussi induire en erreur et Hobbes met en garde contre quatre formes d'abus de langage : (1) flottement dans la signification des mots ; (2) emploi d'expressions métaphoriques ; (3) volonté de tromper ; (4) volonté de blesser.
Le langage permet de généraliser et d'arriver à la vérité par un juste enchaînement du raisonnement. Le raisonnement est équivalent à un calcul, c'est-à-dire à la capacité d'additionner ou de soustraire les conséquences des enchaînements de noms généraux. Le modèle scientifique par excellence est fourni par la géométrie, « seule science qu'il plut à Dieu de livrer à l'humanité » : celle-ci, en effet, commence par poser les définitions, ce qui est essentiel pour assurer la vérité du raisonnement.
Résolument nominaliste, Hobbes considère que les mots sont de simples étiquettes arbitraires apposées sur des réalités et qu'il n'y a pas d'essences abstraites indépendantes de réalités singulières. Il dénonce les expressions contradictoires car elles ne peuvent pas entraîner de compréhension : « Les mots au moyen desquels on ne peut rien concevoir sont des mots que nous appelons absurdes, insignifiants ou des non-sens […] tels un carré rond […] des substances immatérielles ». Il est très critique à l'égard des mots savants forgés par les philosophes et consacre dans sa quatrième partie un chapitre complet aux erreurs des « vaines philosophies » qui relèvent plus du rêve que de la science et emploient un langage dépourvu de sens (chap. XLVI).

### Les passions

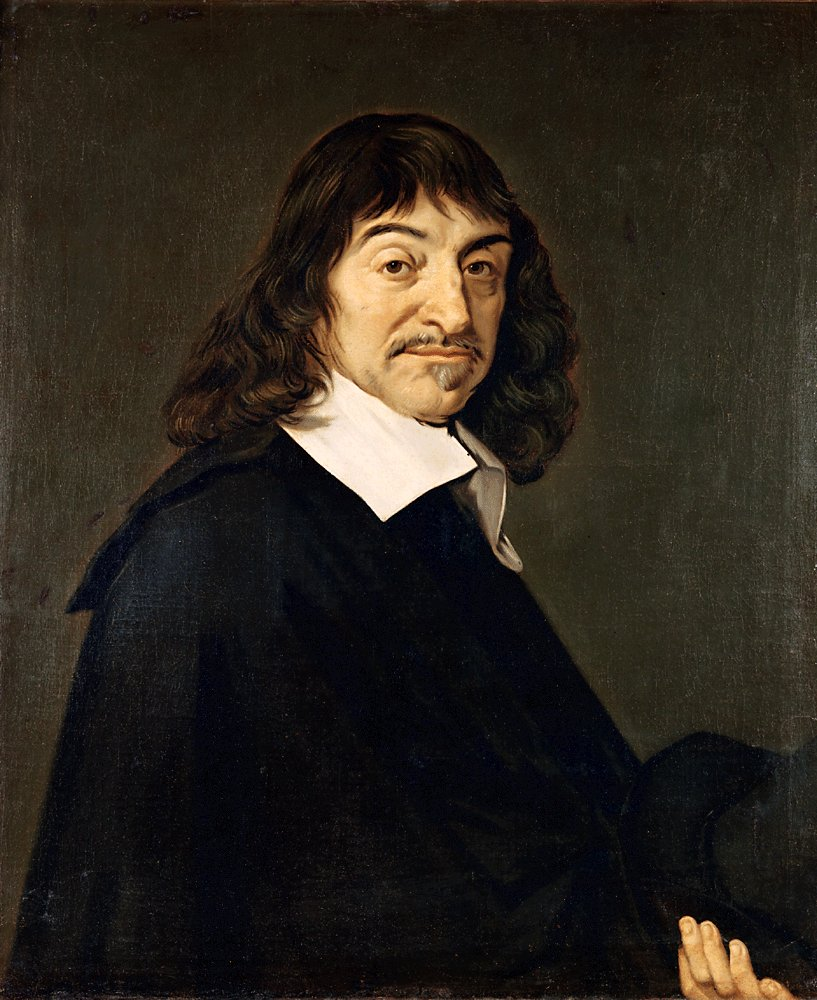
Portrait de Descartes. Hobbes a lu et critiqué ses thèses. En 1641, Descartes écrit à son ami Mersenne : je crois que le meilleur est que je n'aie point du tout de commerce avec lui [Hobbes], et pour cette fin, que je m'abstienne de lui répondre. Portrait d'après Frans Hals, musée du Louvre.

L'homme est sans cesse animé par des passions, car tout est mouvement et la tranquillité de l'âme est chose impossible à atteindre. Le bonheur est le passage perpétuel d’un désir satisfait à un autre désir : « n'éprouver aucun désir, c'est être mort ».
Comme une science de la politique suppose la connaissance des passions qui mènent les hommes, Hobbes consacre à cette question son chapitre VI, intitulé « Des origines internes des mouvements volontaires, communément appelés passions ; et des paroles qui les expriment ». Dans ce chapitre : « il examine et redéfinit les passions comme des représentations intentionnelles, capables de se muer en impulsions. D’abord nous percevons par les sens ; ensuite, dans le cerveau, les résidus des sensations deviennent imagination, fancy ; enfin, ces conceptions se déplacent jusqu’au cœur. Dans le cœur, elles deviennent une disposition active au mouvement, endeavour. Cette disposition peut se manifester soit positivement dans l’attrait, le penchant, le désir de s’approcher, ou appetite ; soit négativement, dans le dégoût, la répulsion, le désir de repousser, ou aversion. »
Il identifie sept passions simples : appétit, désir, amour, aversion, haine, joie, tristesse. Il organise aussi les passions en couples antithétiques : appétit/aversion, espoir/peur. De ces passions primitives dérivent toutes les autres. Ainsi, « La douleur ressentie en découvrant que l'on est inapte est la honte, passion qui se découvre dans le rougissement. » De même, « Le désir, en faisant du mal à un autre, de le punir d'une chose qu'il a faite est la rancune. Le désir de savoir pourquoi et comment est la curiosité. » La folie est l’extrême degré de la passion.
Dans Les Passions de l'âme (1649), Descartes distingue lui aussi entre passions primitives et passions secondaires : « Mais le nombre de celles qui sont simples et primitives n’est pas fort grand. Car, en faisant une revue sur toutes celles que j’ai dénombrées, on peut aisément remarquer qu’il n’y en a que six qui soient telles ; à savoir : l’admiration, l’amour, la haine, le désir, la joie et la tristesse ; et que toutes les autres sont composées de quelques-unes de ces six, ou bien en sont des espèces. »
Hobbes, qui connaissait les travaux du philosophe français, avait très probablement lu cet ouvrage, car sur les sept passions simples qu'il propose, cinq sont déjà présentes chez Descartes, mais il fait de l'admiration un dérivé de la curiosité, alors qu'elle est une passion primitive chez Descartes. Il se distingue aussi en reliant toutes les passions à la sphère sociale, de sorte qu'elles peuvent être dites politiques. Son exposé des passions est moins systématique et moins argumenté dans Léviathan que dans ses Elements of Law (1640).

Hobbes a beaucoup emprunté aussi à la Rhétorique d'Aristote, ouvrage qu'il avait traduit en 1637. Mais il s'en écarte sur bien des points, notamment en considérant les passions comme des mouvements volontaires, ainsi que l'indique le titre du chapitre qu'il leur consacre (chap. VI). En conséquence, alors qu'Aristote fait de la colère une réponse au mépris, capable d'entraîner une longue quête de vengeance comme dans l'Iliade, Hobbes la définit simplement comme le courage de surmonter une opposition : « la colère, entendue comme la peine pour une offense que l’on ne mérite pas, accompagnée du désir de se venger, était pour Aristote, la passion politique par excellence : celle qui explique l’insurrection noble ». Elle est réduite chez Hobbes à un simple agacement, de telle sorte que, dans le monde imaginé par Hobbes, l'individu ne peut pas se mettre en colère contre l'État : 

« Parce que Léviathan n’est pas un antagoniste, mais la condition de possibilité et la limite de mon antagonisme civilisé avec les autres atomes humains. Sans lui, il n’y a que la guerre totale […] Pour Aristote les émotions sont le moteur de l’histoire. […] Pour Hobbes, au contraire, toute rébellion est une atteinte à la souveraineté, donc à la raison d’être d’un État. L’État existe non pas parce que les êtres humains seraient naturellement enclins à s’associer, mais afin de contenir la guerre de tous contre tous, une brutalité en quoi consiste la vie d’avant l’État : une vie solitaire, misérable, cruelle, bestiale – et de brève durée. »

### L'état de nature

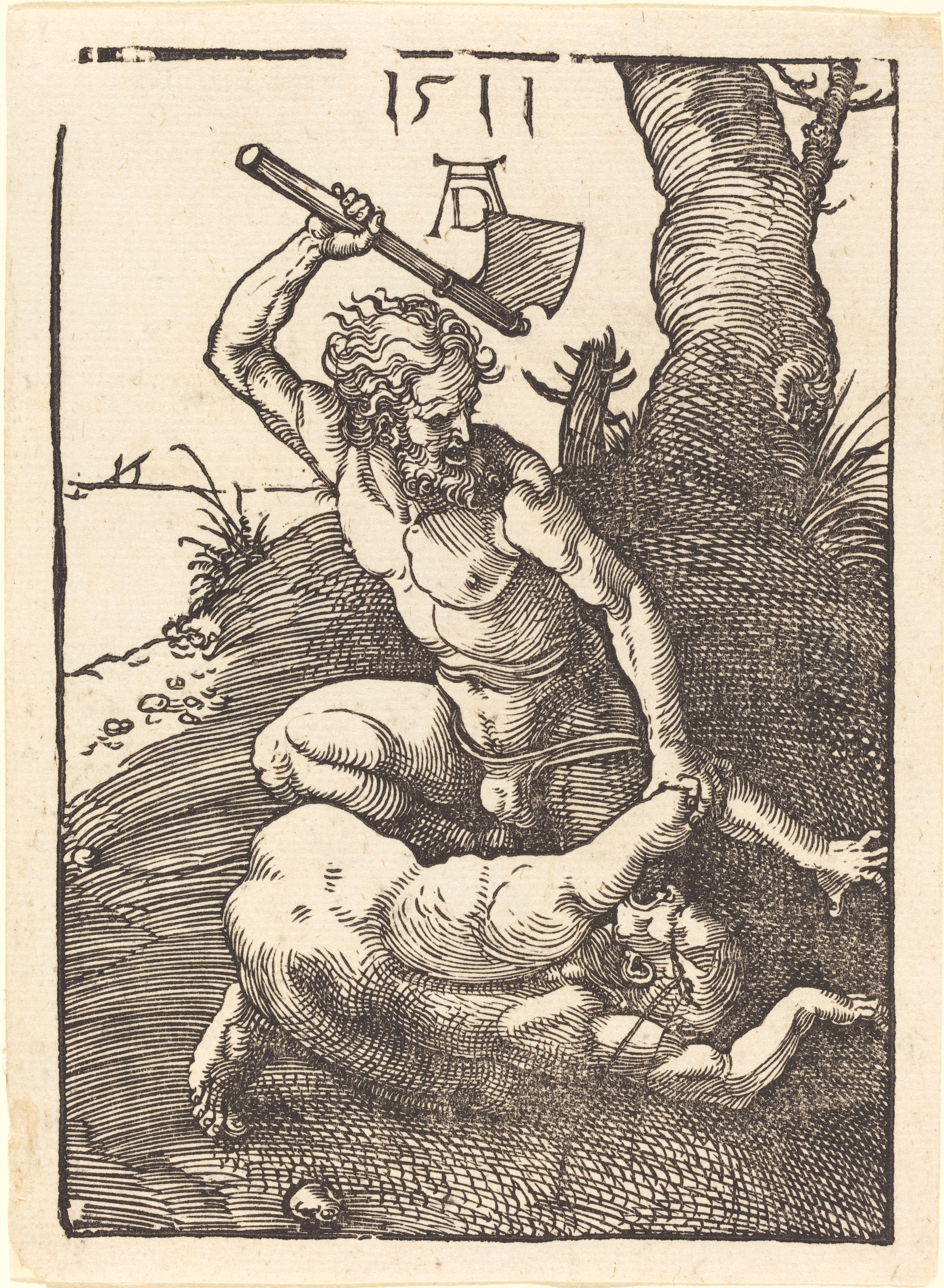
Caïn tuant Abel par Dürer (1511). Pour Hobbes, l'état de nature est celui de la guerre de chacun contre chacun.

Profondément marqué par la Première Révolution anglaise (1641-1649) et la violence de la guerre civile, Hobbes développe, dans la première partie (« De l'homme »), l'idée selon laquelle les hommes à l'« état de nature » cherchent uniquement à assurer leur propre préservation, par tous les moyens nécessaires (théorie du « conatus », également chez Baruch Spinoza). Ils n'obéissent qu'à ce qu'il appelle leur droit naturel : le fait que chacun ait la liberté totale d'utiliser sa puissance par n'importe quel moyen afin de se préserver lui-même et de préserver sa propre vie. Il en résulte, selon Hobbes, qu'une telle société est en situation de chaos et de guerre civile.
Hobbes part de l'état de nature, comme le feront plus tard, mais dans une optique différente, d'autres grands penseurs des XVIIe siècle et XVIIIe siècle tels Locke et Rousseau. C'est un état fictif qui n'est pas situable historiquement, et à la description duquel Hobbes lui-même n'accorde pas une grande validité historique, mais qui lui permet d'établir le postulat sur lequel repose sa théorie. Il considère que les peuples sauvages d'Amérique vivent sans gouvernement et que leur situation est proche de cet état de nature. Il ajoute toutefois que ce ne sont pas les individus qui se font la guerre, mais les hommes en position d'autorité souveraine.
Dans l'état de nature, les hommes n'ont aucune notion du bien et du mal, du juste et de l'injuste : « En raison de cette guerre de chacun contre chacun, il s'ensuit que rien ne peut être injuste. Les notions de bien et de mal, de justice et d'injustice, n'y ont pas leur place. Là où il n'y a pas de gouvernement commun, il n'y a pas de loi ; là où il n'y a pas de loi, il n'y a pas d'injustice. » Hobbes considère que le droit naturel (jus naturale) donne à l'individu la liberté absolue de faire tout ce que son pouvoir lui permet de faire : « Tout homme a droit sur toute chose ». Le droit naturel dépend des forces de chaque individu. Spinoza est proche de cette position quand il écrit que « Le droit naturel de la Nature entière et conséquemment de chaque individu s'étend jusqu'où va sa puissance ».
Toute idée de justice, de norme et de vertu n'apparaîtra qu'avec la loi : il n'y a donc pas de justice à l'état de nature (contrairement à ce que soutient Locke dans le Traité du gouvernement civil avec son droit naturel), ni de bonté (contrairement à ce que soutiendra Rousseau dans le Discours sur l'origine et les fondements de l'inégalité parmi les hommes). Mais ce serait un contresens de soutenir que, pour Hobbes, l'homme serait naturellement méchant : sa méchanceté supposée dans l'état de nature n'est en réalité qu'une « affection de l'âme » qui vient de sa « nature animale », comme les enfants qui se fâchent lorsqu'ils n'ont pas ce qu'ils désirent. En conclusion, l'absence d'un pouvoir capable de remplir d'effroi entraîne la « guerre de chacun contre chacun ». Comme cette liberté finit nécessairement par entrer en conflit avec celle d'autrui, le droit naturel ne peut fonder aucun ordre ou aucune justice légale, car il « ignore tout repère, toute limite ». Il faut donc instituer des lois pour délimiter le domaine de ce qui est permis et de ce qui ne l'est pas, en se basant sur la raison : ce sont les « lois de nature ».

### Les lois de nature
Avec les « lois de nature », qui sont en fait des préceptes de bon comportement, Hobbes tente de construire une loi naturelle de type scientifique qui puisse être universellement acceptée.
La première loi de nature est de conserver sa vie. De cette loi découlent toutes les autres par déduction logique. Cette première loi induit que l'individu recherche la paix pour se protéger et, à cette fin, qu'il entre dans un contrat avec les autres en abandonnant son droit naturel, ce qui est la deuxième loi de nature. De ces deux premières lois dérivent une quinzaine d'autres lois de nature : (3) la justice, (4) la bienveillance, (5) l'aide mutuelle, (6) le pardon, (7) la proportionnalité des châtiments, (8) un comportement qui évite les insultes et la diffamation, (9) la reconnaissance de l'égalité des autres, ce qui exclut la vanité et l'orgueil, (10) l'absence d'arrogance, (11) un traitement équitable de tous, (12) la mise en commun de ce qui ne peut pas être partagé, (13) le tirage au sort de ce qui ne peut être ni partagé, ni mis en commun, (14) le respect des ambassadeurs, médiateurs et arbitres, (15) nul ne peut être juge et partie, (16) interdiction de la prévarication, (17) ne pas faire à autrui ce qu'on ne voudrait pas qu'on nous fasse.
Dans l'état de nature, les hommes sont fondamentalement égaux, tant sur le plan physique que sur le plan des habiletés intellectuelles, car celles-ci sont acquises par l'éducation. Cette thèse se trouvait déjà dans le premier paragraphe du Discours de la méthode : « Le bon sens est la chose du monde la mieux partagée ; car chacun pense en être si bien pourvu, que ceux mêmes qui sont les plus difficiles à contenter en toute autre chose n’ont point coutume d’en désirer plus qu’ils en ont. En quoi il n’est pas vraisemblable que tous se trompent. »
L'égalité est ainsi la neuvième loi de nature. Cette thèse novatrice et audacieuse rompt avec la tradition philosophique de Platon et Aristote. En affirmant que « les hommes sont tous égaux par nature », Hobbes est certainement conscient de l'opposition qu'il va susciter et il ajoute immédiatement que l'on a tendance à rejeter comme « incroyable une telle égalité entre les hommes en raison de la vaine opinion qu'a chacun de sa propre sagesse, que tous croient avoir à un plus haut degré que le vulgaire ». Il fait reposer sa thèse sur des observations de type anthropologique et psychologique, sans aucunement faire appel à la religion chrétienne comme le fera Locke à ce sujet. Il explique aussi que l'inégalité actuelle est le résultat des lois civiles.
Cette thèse de l'égalité naturelle, que certains jugent si faiblement argumentée qu'elle en serait dénuée de crédibilité, est en fait nécessaire au système, car il en découle à la fois que « chacun a le droit de travailler à sa propre conservation » mais aussi que, si les hommes se savent égaux en force, ils éviteront de se faire la guerre et chercheront à coexister en paix : « le passage de la guerre à la paix ne peut se faire que par une reconnaissance de l'égalité, qui devient alors une loi naturelle produite par la raison. »
L'être humain est poussé par le désir, qui est à la base de l'imagination et est, avec la peur, à la base de toutes les passions – qui sont, selon Hobbes, toujours volontaires. Le désir est toujours présent et ne pas en avoir équivaut à être mort. Il est en soi inextinguible, en mouvement perpétuel : « le désir humain, dans la philosophie mécaniste de Hobbes […] se caractérise par une insatisfaction perpétuelle. » Et le désir fondamental est le désir de pouvoir, suivi par le désir de richesse, de savoir et d'honneur.
La seule façon d'assurer la jouissance des lois naturelles est donc de constituer une communauté — commonwealth, civitas, république, État — dans laquelle chacun abandonne sa force et son pouvoir à une seule personne ou une seule assemblée.
Hobbes développe ainsi la thèse d'un contrat social et de règles venant d'un souverain.

### L'état de guerre

Le massacre de la Saint-Barthélemy par François Dubois, Musée cantonal des Beaux-Arts de Lausanne. Hobbes a été très marqué par les Guerres des Trois Royaumes qui ont ensanglanté l'Angleterre (1639-1651).

En raison de cette « égalité des aptitudes [qui] engendre l'égalité dans l'espérance que nous avons de parvenir à nos fins », la force ne peut pas élever un homme au-dessus des autres et lui donner durablement le pouvoir sur eux, car elle pourra toujours être renversée par une force adverse, celle du nombre ou de l'astuce, aucun « rapport stable de domination » n'étant possible dans l'état de nature.
Comme les hommes désirent les mêmes choses, ils sont en concurrence pour les obtenir et deviennent nécessairement ennemis, car chacun poursuit son propre intérêt, l'égoïsme étant un autre postulat de Hobbes. Trois passions prédominent chez les individus à l'état de nature : la compétition, la défiance et la fierté. En effet, chaque homme veut obtenir ce qu'il convoite au détriment des autres, protéger ses biens contre les autres et voir son pouvoir reconnu par les autres. L'insécurité et le danger permanents caractérisent cet état naturel que Hobbes voit comme un état de guerre. Nul n'est jamais tranquille dans cette situation, et pour se défendre, il est nécessaire d'attaquer les autres. L'état de nature est donc caractérisé par la guerre « de chacun contre chacun » selon la version anglaise, ou « de tous contre tous » selon la version latine.
La guerre que décrit Hobbes n'implique pas nécessairement des conflits entre États, car « La nature de la guerre ne consiste pas dans le combat actuel, mais dans la disposition avérée au combat » (chap. XIII). Un tel état de guerre rend impossible toute construction d'une civilisation : il ne peut pas y avoir selon Hobbes d'art, de science ou de culture si les hommes sont uniquement tournés vers la survie, ce qui est le propre d'une existence bestiale et non proprement humaine.
Selon Spieker, cet état de guerre sous-jacente est inscrit dans l'État hobbesien comme un antagonisme fondamental entre raison et passion, exigeant l'établissement d'un régime de sécurité permanent.

### Contrat et structure de l'État
Chaque individu étant poussé par la peur d'une mort violente, et poursuivant en priorité son propre intérêt, il en ressort que les hommes souhaitent naturellement sortir de cet état de nature où la guerre menace toujours d'éclater. Quand bien même un individu serait plus fort que les autres, les plus faibles pourraient s'associer entre eux pour le détruire. Dès lors, il est inéluctable que chaque individu décide de passer un contrat avec chacun des autres, afin d'abdiquer une part de son pouvoir au profit d'une autorité commune disposant d'un pouvoir absolu, l'État, ou Léviathan, qualifié de « dieu mortel ». Seule une forte autorité est capable de garantir à tous la préservation de leurs vies et de leurs biens. Dit autrement, le gouvernement, selon Hobbes, doit découler d'un pacte de chacun envers chacun — et non pas envers le souverain — où tous cèdent au souverain leur droit de se gouverner eux-mêmes et leur liberté afin que la volonté du souverain ramène les volontés de tous les individus à une seule et unique volonté. Il est important de noter que le contrat est de type « horizontal » et non « vertical » : « Cet ingénieux artifice permet à Hobbes de libérer le souverain de toutes les obligations et limites imposées par un contrat et de faire du Léviathan un dieu mortel. » Cette conception du pouvoir royal accordé par le peuple est en rupture avec la conception traditionnelle qui faisait du pouvoir une institution divine : 

« Quand, après le traumatisme des guerres civiles, l'auctoritas des lois se trouva placée dans la seule volonté du roi, elle fut toujours réputée procéder d'en haut, puisqu'elle résultait d'une mystérieuse communication du monarque avec la divinité ; les sujets devaient se contenter d'ajouter foi à ce mystère. La théorie de l'autorité formulée par le Léviathan la fait au contraire provenir d'en bas et découler de l'autorisation du souverain par le peuple. Sans doute cette autorisation est-elle conférée de façon irréversible ; il n'en demeure pas moins que les sujets gardent leur nature d'auteurs au sein de leur soumission. »

Même s'il est question d'un « souverain », Hobbes prévoit en fait que l'État peut prendre trois formes, selon la façon dont le pouvoir est exercé : par un seul homme dans une monarchie, par l'assemblée des citoyens dans une démocratie ou par un cercle restreint dans une aristocratie (chap. XIX). Vigoureux défenseur de la monarchie absolue, Hobbes considère ce type de régime comme le plus apte à assurer « la paix et la sécurité au peuple » (II, 19).
Sur le plan de la liberté, Hobbes distingue deux formes : la « liberté naturelle » — qui est de ne pas être empêché de faire ce qu'on veut faire — et la « liberté civile » : « La liberté des sujets réside donc uniquement en ces choses que, dans le règlement de leurs actions, le souverain s'est abstenu de prendre en compte. » C'est la théorie du « silence de la loi » : tout ce qui n'est pas interdit est autorisé. Cette conception est compatible avec la puissance absolue du souverain, car ce dernier ne saurait être limité par les lois civiles qu'il institue lui-même. Hobbes s'oppose ainsi aux républicains ou défenseurs d'une monarchie constitutionnelle qui, à l'instar d'Henry Parker, des Diggers ou des Levellers, souhaitaient limiter le pouvoir royal.

La formation d'un État, normalement institué par contrat, peut également résulter d'une guerre : c'est alors un État « par acquisition », qui est tout aussi légitime que l'autre. Il se caractérise par le fait que les citoyens sont mus par la peur du souverain, alors que dans l'institution par contrat, ils étaient mus par une peur mutuelle (chap. XX). Dans les deux cas, la peur joue un rôle déterminant et mérite bien d'être vue comme le thème central de cet ouvrage. Selon Angoulvent, cette cristallisation de la peur comme fondement de l'État semble devoir servir 

« à la fois le pouvoir spirituel et le pouvoir temporel. En effet, si pour le pouvoir spirituel la peur exercée sur les hommes est une finalité, car elle est la justification de son maintien et de son respect, pour le pouvoir temporel elle est un moyen et même le seul moyen de construire la société civile. Là se dessine l'interférence des deux pouvoirs, sans doute rivaux ou complémentaires, ce qui fait apparaître l'entretien de la peur par les ecclésiastiques comme le fondement du «contrat» constitutif de la Cité. »

Comme le précise, à la suite de Foucault, Gabriel Hürlimann qui s'est penché sur l'équivalence des deux processus de formation de l'État : 

« la préhistoire des systèmes étatiques, et en cela des processus de structuration ou de conquête du pouvoir souverain, ne doit jouer aucun rôle dans le jugement que l’on porte sur ce même pouvoir. Tant que le souverain assure correctement sa fonction de garant de l’ordre public, on ne peut ni le critiquer ni se rebeller contre lui, peu importe la façon dont il est arrivé au pouvoir […] la révolte se trouve ainsi apparentée soit à des événements que le souverain a le droit de faire réprimer par la force dans le cadre de ses fonctions, soit à une stratégie criminelle de déstabilisation qui ne pourra de toute façon jamais trouver aucune justification. »

### Pouvoir absolu de l'État

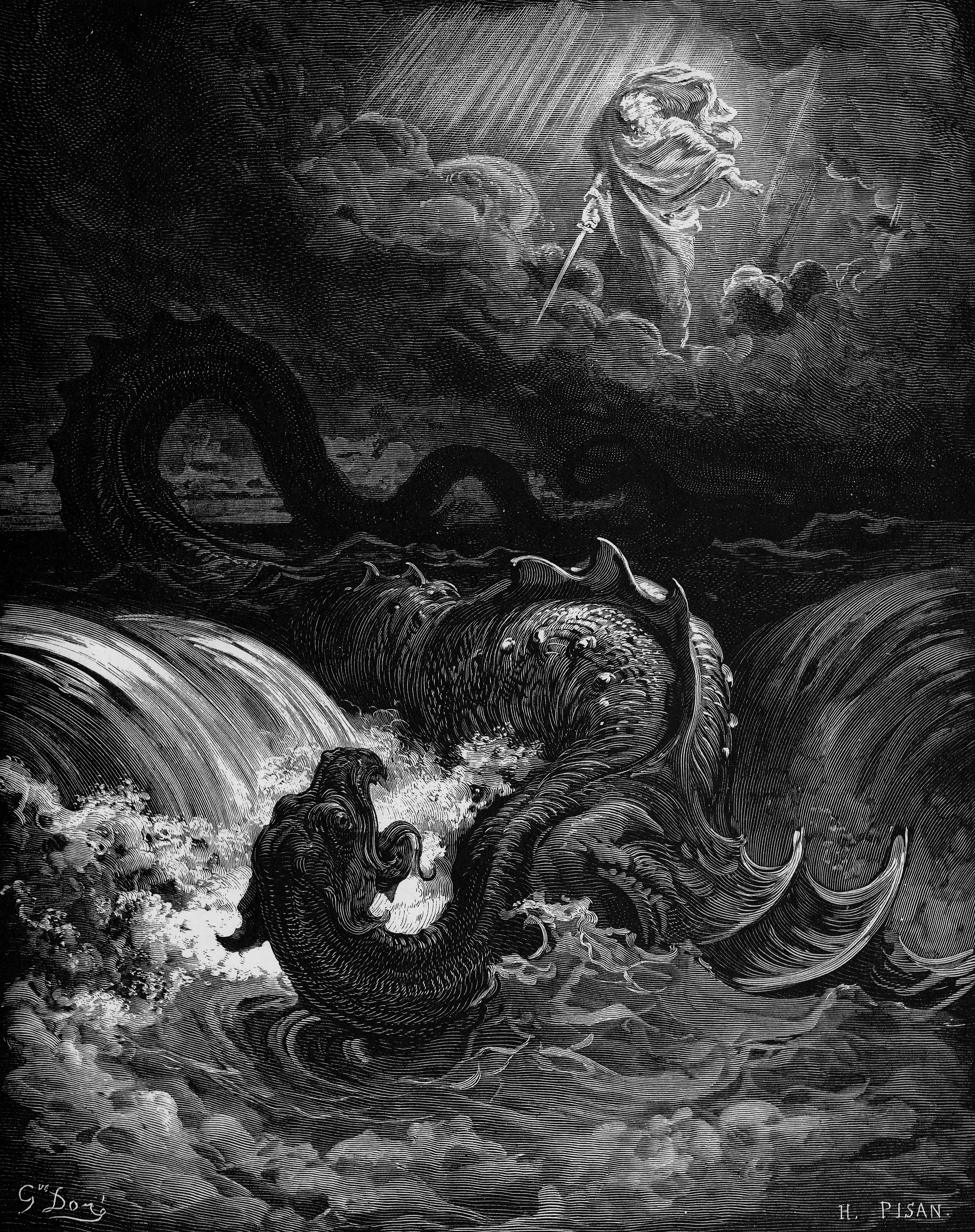
Gustave Doré, « Destruction de Léviathan » (1865), estampe extraite de la Bible illustrée.

Le Léviathan représente une synthèse du nominalisme médiéval d'Ockham, de la théologie de la Réforme et de la notion de souveraineté absolue, indivisible et inaliénable proposée par Bodin.
Même si Hobbes ne cite pas directement Jean Bodin dans Léviathan, il connaissait bien son œuvre. Bodin avait inventé le concept de « souveraineté » dans Les Six Livres de la République (1576). Hobbes pense l'État à partir de la souveraineté, et son ouvrage Du Citoyen porte le titre d'un chapitre de Bodin (livre I, ch. 6). Selon Bodin, « La raison et lumière naturelle nous conduisent à cela, de croire que la force et la violence ont donné source et origine aux Républiques » (ch. 8) : les hommes, dans une situation de liberté pré-civile, cherchent à réduire les autres en servitude et finissent soit par être vainqueurs au moyen de la force et commander, soit par obéir et être sujets.
Toutefois, le souverain absolu que préconise Bodin n'a pas vraiment un pouvoir absolu, car il est censé se conformer à la loi naturelle. Pour combler cette faille dans le système, Hobbes soutient que le consentement, c'est-à-dire la promesse d'obéir au souverain, est constitutive de la souveraineté, qui est alors perpétuelle, absolue et originairement démocratique. Dès lors, les citoyens n'ont plus de légitimité à désobéir, puisque la multitude consent à être gouvernée, elle obéit donc à ce qu'elle a elle-même institué pour devenir un peuple de sujets. Cette notion de non-résistance à l'autorité serait caractéristique de la pensée politique du XVIIe siècle.

### La personne morale
Le dernier chapitre de la première partie (chap. XVII, « De la personne ») élabore une théorie de la représentation et de la personne morale en s'inspirant à la fois de l'étymologie du terme (persona, ou masque) et d'une théorie de l'acteur au théâtre. Hobbes distingue ainsi « personne naturelle » et « personne fictive ou artificielle » et établit l'obligation du contrat conclu avec le représentant, même si le représentant de la multitude va à l'encontre de la loi de nature. Le représentant attitré est celui qui est choisi par le plus grand nombre.
Ce chapitre permet la transition avec le début du livre II, considéré comme l'un des passages décisifs de l'ouvrage, voire son cœur même par Lucien Jaume.

### Sur la propriété
Dans l'état de nature, il n'existe pas de droit de propriété, « ni tien, ni mien, mais seulement ce que chacun peut prendre et aussi longtemps qu'il peut le garder. »
La situation s'améliore quelque peu dans un État de droit, mais reste encore assez éloignée des principes du libéralisme. Hobbes soutient en effet que le droit de propriété est limité par le souverain, ce qui semble donner à ce dernier un pouvoir arbitraire sur les droits de propriété. Et ce pouvoir paraît d'autant plus arbitraire que le sujet ne pourra pas s'en prendre au souverain même lorsque la distribution de la propriété est contraire à la loi de nature.

### Protections sociales
Les personnes incapables de travailler devront être prises en charge par l'État et non pas laissées aux aléas de la charité privée. Il en va autrement des individus valides, qui devront forcément être mis au travail. Pour éviter l'excuse selon laquelle ils ne trouveraient pas d'emploi, l'État doit promulguer des lois encourageant tous les types d'industrie, tels la pêche, l'agriculture et les manufactures. Au cas où cela ne suffirait pas à fournir du travail à chacun, Hobbes préconise de transplanter les sans-emploi dans des pays peu peuplés, soit les colonies. Il précise toutefois que les nouveaux arrivants ne devront pas exterminer les natifs, mais simplement les contraindre à vivre sur de plus petites parcelles en les cultivant avec soin de façon à pouvoir se nourrir.
Le souverain doit donc prendre des mesures positives permettant aux personnes valides d'assurer leur subsistance par leur propre travail. Ces politiques peuvent être interprétées soit comme une façon de réduire le fardeau de l'État, soit comme la preuve que Hobbes est fortement attaché à la doctrine mercantiliste qui encourage l'accumulation de capital dans la société. Le soutien donné aux pauvres et aux sans emploi est justifié par la nécessité de maintenir la paix. Hobbes se révèle ainsi fortement attaché à la charité et à la justice, qu'il voit comme les sœurs jumelles de la paix. Les politiques de bien-être social n'ont pas seulement pour objectif immédiat de garantir la paix civile, mais sont ancrées dans la deuxième loi de nature (droit à la vie et au moyen de la conserver) ainsi que dans la cinquième loi de nature (assistance mutuelle), ce qui en fait des droits inaliénables.
En vertu de la première loi de nature qu'est l'instinct de conservation, un individu qui commet un acte illégal afin de se maintenir en vie ne peut pas être poursuivi, car aucune loi ne peut forcer à renoncer à sa propre existence. De même, si une personne affamée ne peut pas se procurer de la nourriture autrement qu'en la prenant de force ou en la volant, elle est pleinement excusée de le faire.

### Rôle et place de la religion

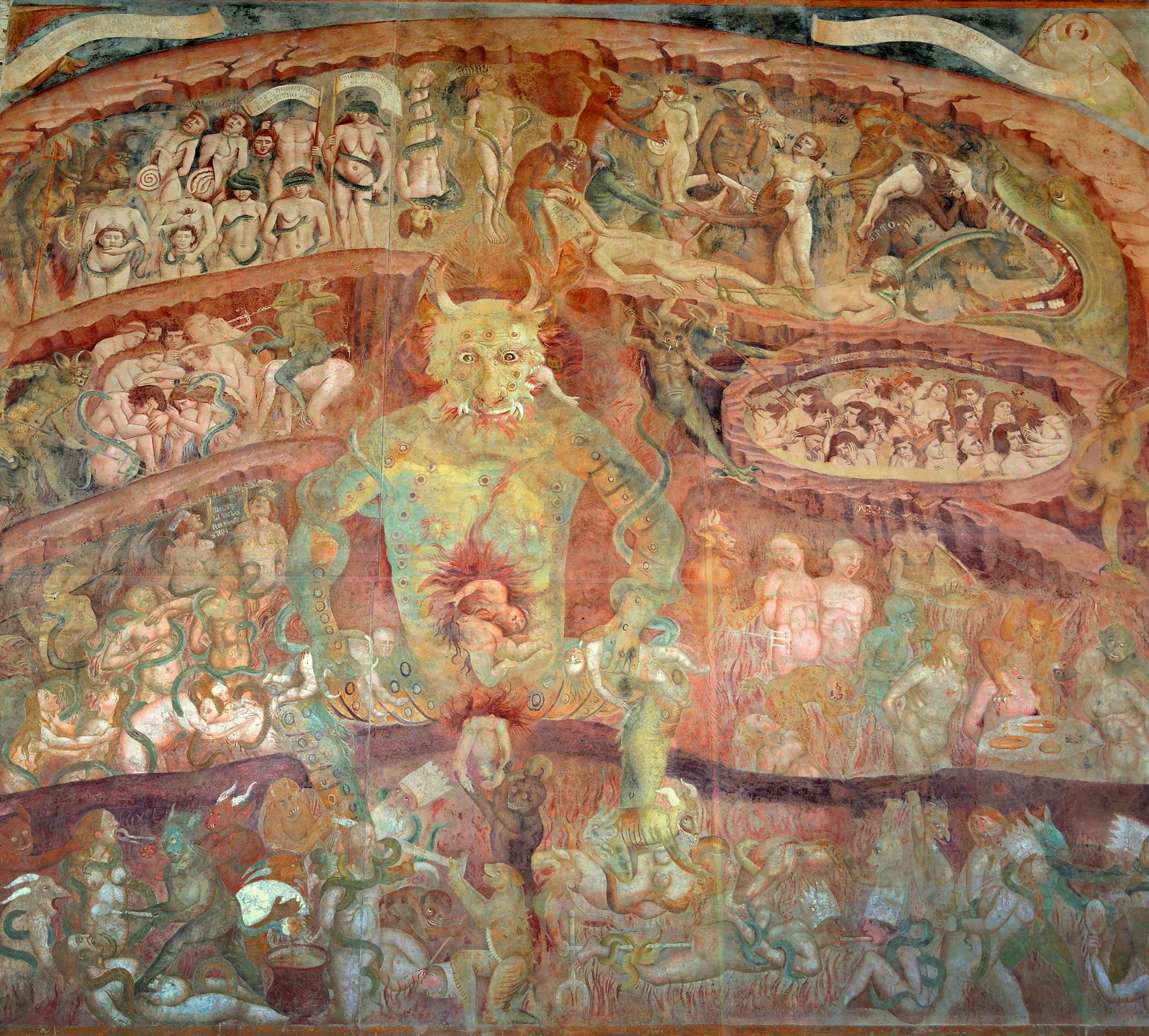
L'Enfer par Buffalmacco (1320), Camposanto monumentale de Pise. La peur de l'Enfer est nécessaire à la sauvegarde de l'État.

Le sentiment religieux et la superstition sont à ranger au rang des passions car ils proviennent de « la peur d'une puissance invisible simulée par l'esprit ou imaginée à partir de récits » : si les récits en question sont autorisés, la religion est dite vraie, dans le cas contraire, c'est de la superstition.
Outre les chapitres des deux dernières parties, Hobbes consacre son chapitre XII à la religion, ce qui est significatif de l'importance qu'il lui accorde. Pour lui, la religion est une « passion complexe » inhérente à la nature humaine et qui repose fondamentalement sur la peur. Le sentiment religieux prend sa source dans quatre caractéristiques de l'homme : 1) le désir de connaître les causes des événements ; 2) la recherche de la cause originelle ; 3) l'angoisse de ce que l'avenir lui réserve ; 4) la crainte des choses invisibles. La philosophie politique doit donc tenir compte de cette passion et s'en servir pour offrir « une sanction surnaturelle à la moralité naturelle ». La troisième partie est consacrée à la façon dont l'équilibre politique est affecté par la religion et le rôle de la religion occupe aussi la quatrième partie.
S'il rejette l'existence des anges — simples illusions provoquées par l'imagination (chap. XXXIV) —, Hobbes maintient toutefois la croyance à la vie éternelle et à l'Enfer, car il estime impossible qu'un État puisse survivre s'il n'est pas possible pour le souverain d'accorder une récompense supérieure à la vie et des châtiments supérieurs à la mort.
Le pouvoir de l'Église doit être subordonné à l'État : il ne saurait y avoir qu'un seul souverain, puisque dans le cas contraire la discorde et, in fine, la guerre civile ne sauraient manquer d'advenir. Aussi Hobbes rejette-t-il catégoriquement la religion catholique et le pouvoir qu'elle accorde au pape, car pour lui « la papauté n'est rien d'autre que le fantôme de l'empire romain disparu, qui siège ceint d'une couronne sur sa tombe » (chap. XLVII).
Comme la souveraineté est indivisible, le souverain a le droit de décider quelles religions peuvent être enseignées aux citoyens de l'État — « And Judge of what doctrines are fit to be taught them » —, car « les actions des hommes dérivent de leurs opinions ; et c'est dans la bonne gouvernance des opinions que consiste la bonne gouvernance des actions, en vue de la paix et de la concorde ».
Selon Leo Strauss, la doctrine présentée dans Léviathan représente la première manifestation d'une théorie des « Lumières » qui voit dans une société non religieuse ou athée la solution d'un problème social ou politique. En ce sens, Hobbes s'est fait le précurseur d'un État laïc. Pour Stauffer, dès la première partie de son ouvrage, Hobbes sape en de nombreux passages la position de la religion, notamment dans la façon dont il explique les rêves et les apparitions (chap. II), la superstition (chap. VI) ou l'inspiration divine (chap. VIII). Examinant la position de Hobbes sur l'Enfer, qui est généralement ignorée des critiques contemporains alors qu'elle a suscité des discussions enflammées de la part de ses premiers lecteurs, McClure croit que Hobbes voulait modifier la conception de ses contemporains et promouvoir une croyance vague et indéterminée sur le sujet.
Les commentateurs sont toujours profondément divisés sur la religion de Hobbes. Il passait pour athée auprès de ses contemporains. Selon Fitzjames, même s'il est difficile de déterminer la profondeur du sentiment religieux de Hobbes, ce serait une erreur de croire qu'il était athée ou irréligieux. Pour Angoulvent, « nous pouvons légitimement penser que, loin d'être athée, il a plus vraisemblablement tenu à se considérer comme un agnostique. » S'il ne croyait peut-être pas au Dieu de la théologie, Hobbes croyait toutefois que le raisonnement est divin et que Dieu est raison.
La question de la religion de Hobbes est d'autant plus complexe que la théologie occupe une bonne partie de l'ouvrage et joue un rôle crucial dans son système. Il consacre la troisième partie à une interprétation rationaliste de la Bible de façon à la rendre compatible avec son système politique.
Hobbes se fait le défenseur d'une « théologie sceptique » (skeptical theology). Selon cette théologie, nous ne connaissons rien de Dieu, ni sa nature, ni sa pensée ou ses plans, ce qui rappelle la théologie négative. Tout ce que nous affirmons à propos de Dieu n'est qu'une création humaine, Dieu étant radicalement inaccessible à l'« homme naturel ». Même le chrétien, précise Adrien Boniteau, ne peut connaître Dieu. Boniteau voit dans cette position hobbesienne une radicalisation du calvinisme.

## Deuxième version duLéviathan(1668)
Devant l'abandon d'un projet de traduction française par divers auteurs (François Peleau, François Du Verdus, François Du Prat), Henri Stubbe commence une traduction latine, mais celle-ci n'avance pas. En 1666, Hobbes se décide à faire lui-même cette traduction car l'athéisme du livre est soupçonné d'avoir engendré une punition du Ciel avec la Grande peste de Londres (1665) et le grand incendie de Londres (1666).
Hobbes doit s'aider d'un copiste car il est alors affligé d'un tremblement des mains. La première édition du Léviathan en latin paraît chez Blaeu à Amsterdam en 1668 alors que Hobbes a 80 ans.
La version latine ne constitue pas une transposition fidèle du texte anglais publié 17 ans auparavant. En effet, après les critiques d’athéisme et d’opportunisme qui lui avaient été adressées, Hobbes cherche à se prémunir par ce nouvel ouvrage contre toute accusation d’hérésie, en dotant d’une raison doctrinale le refus de subordonner le pouvoir politique au pouvoir ecclésiastique : outre les 47 chapitres de l'original anglais, Hobbes ajoute un Appendix ad Leviathan qui occupe trois chapitres supplémentaires et il élimine le Review and Conclusion du texte anglais. Le Léviathan latin a ainsi pour originalité d'accentuer la dimension théologico-politique de sa doctrine.
Pendant plus d'un siècle, Léviathan sera connu dans les pays européens par cette version en latin. Il connaît une première traduction en néerlandais en 1667, et sera traduit en allemand en 1794, mais ce n'est qu'en 1921 que paraîtra sa première traduction française, d'ailleurs limitée au premier livre.

## Léviathan: une utopie?
Selon Richard Tuck, Léviathan est une utopie au même titre que Du Contrat social de Rousseau. Inspiré par la pensée de Francis Bacon, cet ouvrage serait même le plus important texte d'inspiration utopique produit par la Révolution anglaise. Dès 1640, Hobbes se targuait d'avoir mis au point dans ses Elements of Law les fondements d'une science de la justice et de la politique qui délivrerait l'humanité de la « peur mutuelle » et qui garantirait la paix universelle grâce à la transformation de quelques traits propres à la nature humaine. Pour cela, il entend produire dans le domaine du droit une transformation similaire à celle que la géométrie et les sciences de la nature ont entraînée dans leur domaine. Cette valorisation de la géométrie va de pair avec sa condamnation de la philosophie dominante parce que celle-ci encouragerait la formation d'opinions superficielles au moyen d'un langage émotif qui serait même à l'origine des guerres civiles. Reprenant une idée de Francis Bacon dans Sapientia Veterum, Hobbes estime que les mythes et les allégories antiques contiennent les principes d'une science politique bien plus juste que les traités de philosophie depuis Socrate. Il développe cette idée dans le chapitre 46 de Léviathan, « Of Darkness from Vain Philosophy and Fabulous Traditions ».
Anne-Laure Angoulvent discerne, elle aussi, une dimension utopique dans cet ouvrage : « L'illusion maîtresse, typiquement utopique, dans le Léviathan est celle selon laquelle les lois de la Cité doivent l'emporter sur les lois de la vie pour le bien-être des hommes. » En outre, l'affirmation de l'égalité de tous les hommes y est poussée jusqu'à l'absurde, mettant en relief « le caractère individualiste que requiert l'utopie ». En même temps, comme le montre le frontispice, l'individu est « totalement dissous dans le corps du Léviathan dont il devient une infime composante, une particule. Il est d'autant plus dissous qu'il subit la perte de l'exercice de son droit de nature, qui faisait sa force et sa différence, et la perte de son identité qui, du reste, ne lui servirait plus à rien, puisque l'individu, dans sa particularité et sa spécificité, n'a plus aucun droit dans le système hobbesien. »

## Réception et critique

### XVIIesiècle

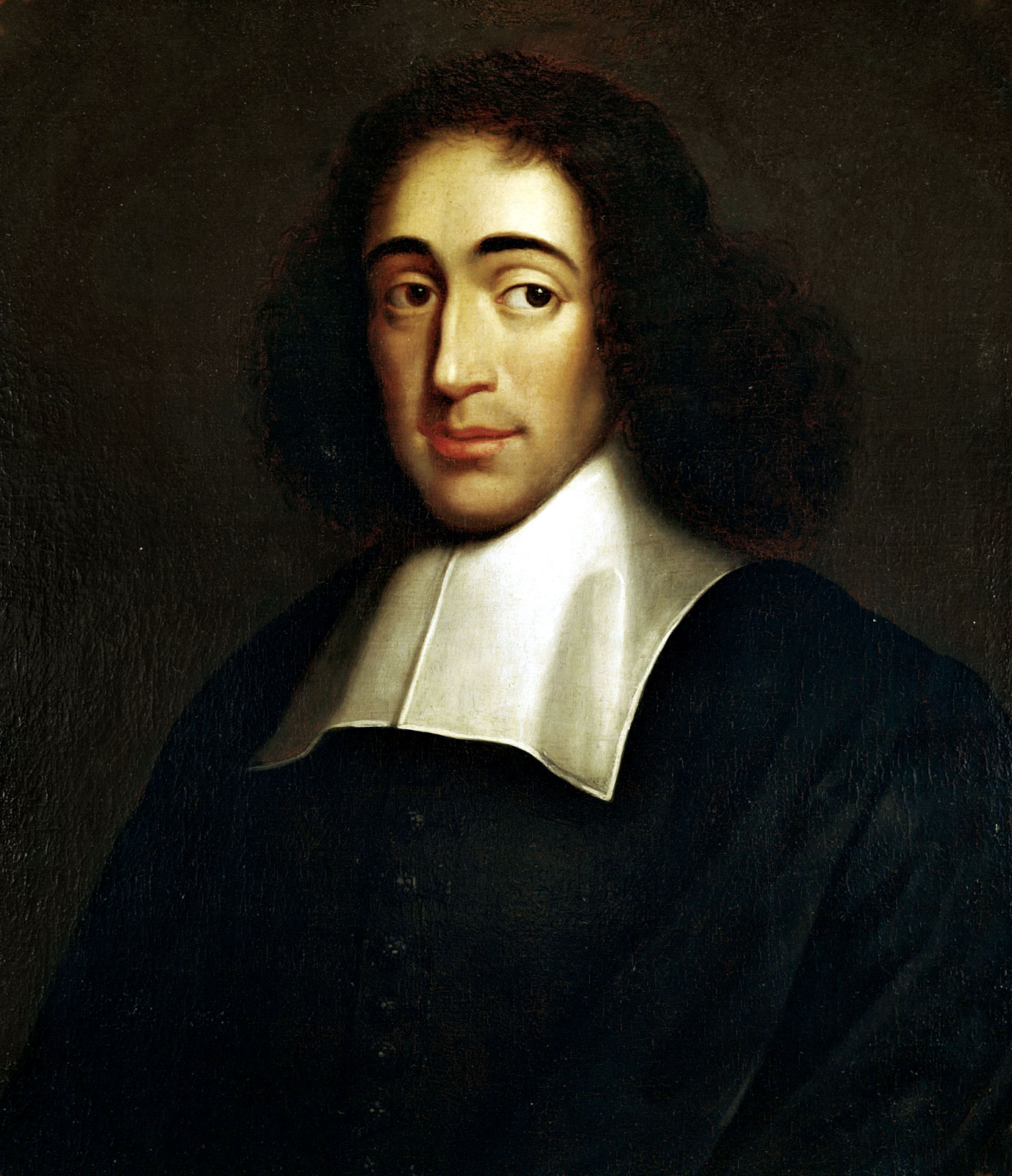
Spinoza s'est inspiré des positions théologiques de Hobbes. Portrait anonyme vers 1665, Herzog August Bibliothek, Wolfenbüttel.

Dès sa parution à Londres, Léviathan suscite d'abondantes controverses et vaut à son auteur d'être surnommé par dérision « the ‘beast’ of Malmesbury ». Sa philosophie est désignée comme le « hobbisme » et les adeptes, des « hobbistes ». Peu après la publication, Hobbes, qui séjournait à Paris, devient suspect à l'autorité royale pour avoir attaqué la papauté et doit quitter Paris pour regagner Londres. Le Léviathan devient là aussi rapidement suspect et, après une deuxième édition publiée la même année 1651, il ne peut pas être réimprimé officiellement, ce qui entraînera dans les décennies suivantes des éditions illicites.
Aux yeux de ses critiques, Hobbes fondait le lien politique dans un calcul d'intérêt plutôt que dans la doctrine chrétienne. Ses adversaires attaquent aussi la théorie selon laquelle « rien de ce que le représentant du Souverain peut faire à un sujet ne saurait être considéré comme une injustice ou un dommage […], il peut donc arriver, comme c'est souvent le cas dans un État, qu'un sujet soit mis à mort sur l'ordre du Souverain sans qu'il y ait de tort d'aucun des deux côtés. » La controverse est particulièrement vive avec John Bramhall, qui publie en 1658, The Catching of Leviathan, or The Great Whale.
En octobre 1666, en réponse aux critiques populaires qui croyaient que le Grand incendie de Londres et la Grande peste étaient une vengeance divine, la Chambre des communes introduit un projet de loi pour réprimer l'athéisme et nomme un comité chargé d'enquêter sur les livres qui encouragent l'irréligion et les propos blasphématoires, dont le Léviathan. Hobbes se met alors à en faire une nouvelle version, en latin, qu'il publiera à Amsterdam en 1668.
En 1669, Daniel Scargill, qui était un disciple de Hobbes à Cambridge, doit se rétracter publiquement pour avoir publié un résumé des thèses du Léviathan : notamment que la droiture morale trouve son fondement dans la loi civile et qu'il faut obéir à celle-ci même si elle est en opposition avec la loi morale divine.
En 1683, le Léviathan est brûlé publiquement par le bourreau à l'université d'Oxford. Les controverses entourant ce livre viennent du fait qu'il pouvait être invoqué à la fois pour justifier la tolérance et la persécution, la tyrannie et la sédition, la monarchie et la république. Vers la fin du siècle, toutefois, même ses adversaires reconnaissaient que Hobbes était un génie et que Léviathan était un des livres les plus vendables en Angleterre.
L'ouvrage est traduit en néerlandais par Abraham van Berkel (1667). En Hollande, Lambert van Velthuysen appuie la thèse de Hobbes dans son Epistolica dissertatio (1651 et 1680). Spinoza s'inspire des positions théologiques de Léviathan dans son Tractatus theologico-politicus (1670), ce qui lui vaudra de voir son nom fréquemment associé à celui de Hobbes et d'être condamné dans les mêmes termes, tant en Angleterre que sur le continent.
À Heidelberg et à Lund, le juriste Samuel von Pufendorf fait l'éloge de Hobbes et s'inspire de sa doctrine dans Elementorum jurisprudentiae universalis libri duo (1660). Il atténue son éloge dans son De jure naturae et gentium (1672) et tend à se démarquer de Hobbes. Tout en reconnaissant la place de l'égoïsme et de la compétition dans la société, il insiste sur la tendance à la coopération mutuelle et place le principe premier de la Loi dans la volonté divine, sans toutefois que celle-ci interfère avec le pouvoir despotique.

### XVIIIesiècle
Au XVIIIe siècle et au XIXe siècle, l'impact politique s'est dissipé mais l'ouvrage suscite de plus en plus de discussions philosophiques.

#### Montesquieu

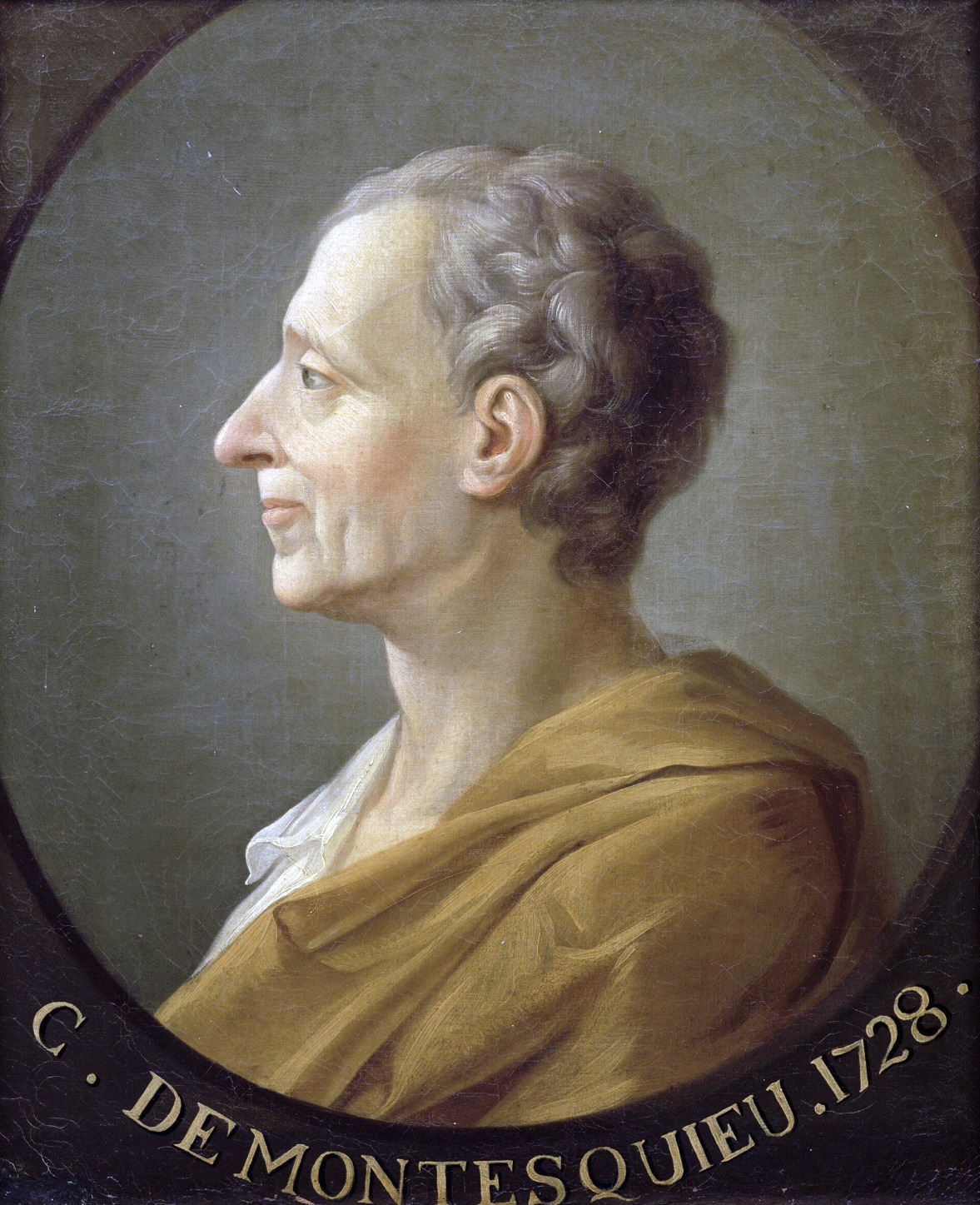
Montesquieu en 1728. Portrait anonyme, château de Versailles.

Écrivant un siècle après Hobbes, Montesquieu se trouve dans « une économie de pensée fondamentalement autre », car il s'intéresse à la problématique du droit naturel et au « passage de l'homme dit naturel à l'homme social, passage qui fascinera les auteurs du XVIIIe siècle », tandis que Hobbes se situe dans une « problématique du scepticisme » engendrée par les divergences extrêmes d'opinions qui régnaient à son époque.

Dans De l'esprit des lois (1748), Montesquieu rejette complètement l'analyse que fait Hobbes de l'état de nature : 

« Un homme pareil ne sentiroit d’abord que sa foiblesse ; sa timidité seroit extrême : & si l’on avoit là-dessus besoin de l’expérience, l’on a trouvé dans les forêts des hommes sauvages ; tout les fait trembler, tout les fait fuir.

Dans cet état, chacun se sent inférieur ; à peine chacun se sent-il égal. On ne chercheroit donc point à s’attaquer, & la paix seroit la premiere loi naturelle. 
Le désir que Hobbes donne d’abord aux hommes, de se subjuguer les uns les autres, n’est pas raisonnable. L’idée de l’empire & de la domination est si composée, & dépend de tant d’autres idées, que ce ne seroit pas celle qu’il auroit d’abord. 
Hobbes demande pourquoi, si les hommes ne sont pas naturellement en état de guerre, ils vont toujours armés ? & pourquoi ils ont des clefs pour fermer leurs maisons ? Mais on ne sent pas que l’on attribue aux hommes avant l’établissement des sociétés, ce qui ne peut leur arriver qu’après cet établissement, qui leur fait trouver des motifs pour s’attaquer & pour se défendre. »

#### Jean-Jacques Rousseau

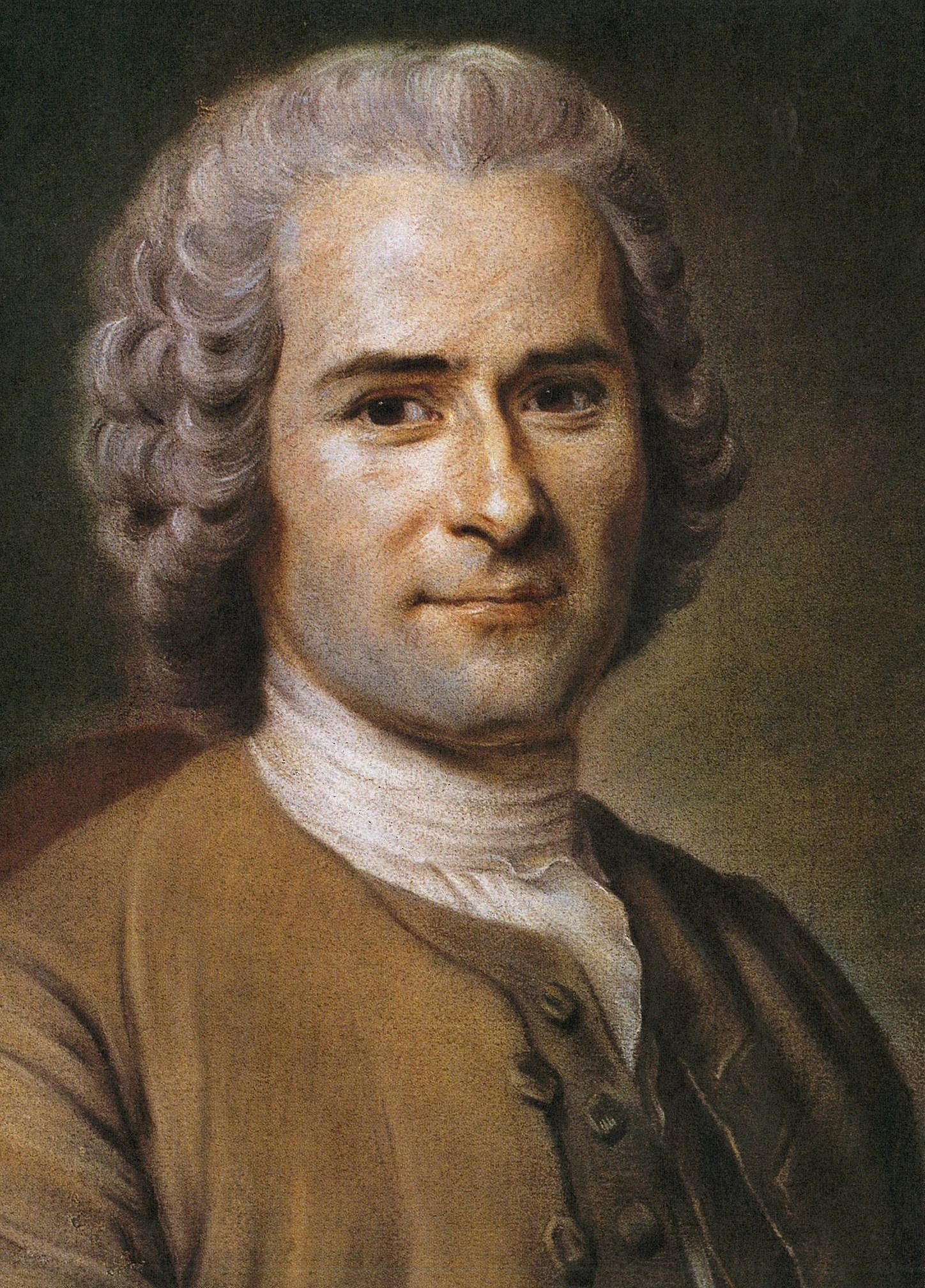
Jean-Jacques Rousseau, dessin de Quentin de La Tour, Musée Antoine-Lécuyer, Saint-Quentin. La philosophie de M. Rousseau de Genève, est presque l’inverse de celle de Hobbes.

Jean-Jacques Rousseau prend à son tour le contre-pied du portrait que fait Hobbes de l'homme à l'état de nature. Il aborde cette question dans le Discours sur l'origine et les fondements de l'inégalité parmi les hommes (1755), où il réfute Hobbes sur plusieurs points : 

« N’allons pas surtout conclure avec Hobbes que pour n’avoir aucune idée de la bonté, l’homme soit naturellement méchant, qu’il soit vicieux parce qu’il ne connaît pas la vertu, qu’il refuse toujours à ses semblables des services qu’il ne croit pas leur devoir, ni qu’en vertu du droit qu’il s’attribue avec raison aux choses dont il a besoin, il s’imagine follement être le seul propriétaire de tout l’univers. […] Je ne crois pas avoir aucune contradiction à craindre, en accordant à l’homme la seule vertu naturelle, qu’ait été forcé de reconnaître le détracteur le plus outré des vertus humaines. Je parle de la pitié, disposition convenable à des êtres aussi faibles, et sujets à autant de maux que nous le sommes ; vertu d’autant plus universelle et d’autant plus utile à l’homme qu’elle précède en lui l’usage de toute réflexion, et si naturelle que les bêtes mêmes en donnent quelquefois des signes sensibles. »

Il revient sur ses différences avec Hobbes dans Que l'état de guerre naît de l'état social (1758). Toutefois, dans Du Contrat social (1762), il rejoint sur bien des points la doctrine du Léviathan en justifiant l'existence d'un État fort : « car il n’y a que la force de l’Etat qui fasse la liberté de ses membres. » En conséquence : 

« Le traité social a pour fin la conservation des contractans. Qui veut la fin veut aussi les moyens, & ces moyens sont inséparables de quelques risques, même de quelques pertes. Qui veut conserver sa vie aux dépens des autres, doit la donner aussi pour eux quand il faut. Or le Citoyen n’est plus juge du péril auquel la loi veut qu’il s’expose, & quand le Prince lui a dit, il est expédient à l’Etat que tu meures, il doit mourir ; puisque ce n’est qu’à cette condition qu’il a vécu en sureté jusqu’alors, & que sa vie n’est plus seulement un bienfait de la nature, mais un don conditionnel de l’Etat. »

Rousseau appuie aussi la position de Hobbes sur la place de la religion : « De tous les Auteurs Chrétiens le philosophe Hobbes est le seul qui ait bien vû le mal & le remede, qui ait osé proposer de réunir les deux têtes de l’aigle, & de tout ramener à l’unité politique, sans laquelle jamais Etat ni Gouvernement ne sera bien constitué. » Pour nuancer son accord avec le philosophe et s'en distancier, il ajoute « Ce n’est pas tant ce qu’il y a d’horrible & de faux dans sa politique que ce qu’il y a de juste & de vrai qui l’a rendue odieuse. »

#### Diderot
Dans sa correspondance, Diderot dit du Léviathan : « C'est un livre à lire et à commenter toute sa vie ». L'Encyclopédie consacre un long article au « hobbisme », dans lequel il attribue aux circonstances historiques le ressort principal de la vision pessimiste de l'homme que professe Hobbes.

#### Voltaire
Dans Le Philosophe ignorant, Voltaire lui consacre deux paragraphes : « Profond et bizarre philosophe, bon citoyen, esprit hardi, ennemi de Descartes, toi qui t’es trompé comme lui, toi dont les erreurs en physique sont grandes […] Tu dis que, dans la loi de nature, « tous ayant droit à tout, chacun a droit sur la vie de son semblable ». Ne confonds-tu pas la puissance avec le droit ? ».

### XIXesiècle

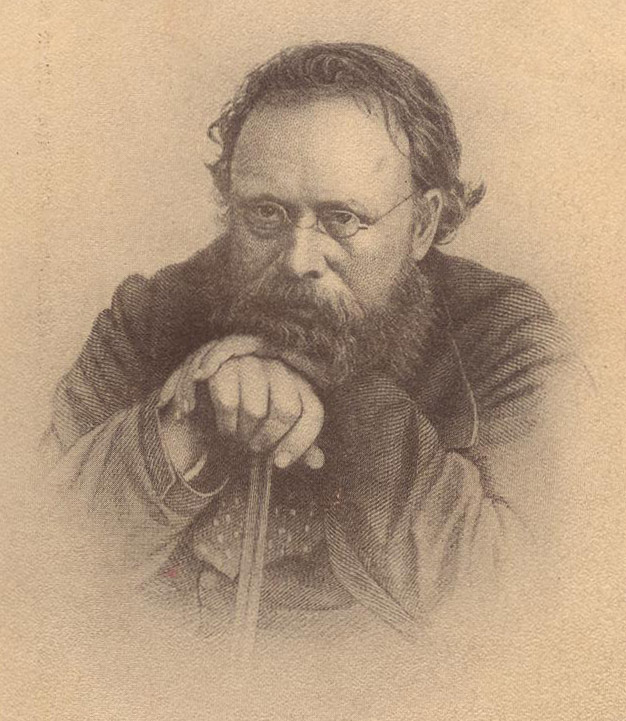
Pierre-Joseph Proudhon, gravure d'après une photographie de Charles Reutlinger en 1850.

Pour l'historien Artaud de Montor, spécialiste de Machiavel, la démarche de Hobbes est inacceptable : 

« après avoir adoré le peuple, il le détrône 
immédiatement et impitoyablement avec la plus grande imprudence. Le peuple s'est donc fait une seule personne, comme il a été dit plus haut. Cette personne a parlé, elle a choisi ; celui qu'elle a choisi ne s'est lié à qui que ce soit, quelque serment qu'il ait fait et quoiqu'il ait reçu l'autorité. Le peuple a cessé d'être une personne ; la personne ayant péri, toute obligation envers elle a péri. C'est plus que de la perfidie, c'est du despotisme éhonté, qui s'appuie d'abord hypocritement sur le principe le plus démocratique. »

Marx a lu Hobbes et en a retenu la notion de la valeur économique du travail. Il est cependant critique à l'égard du philosophe, en estimant que « chez Hobbes, le matérialisme devient misanthrope. »
Proudhon rejette l'utilitarisme de Hobbes. À l'encontre du philosophe, il affirme que la notion de justice est ancrée en nous comme un fait de conscience : 

« Ainsi la justice n'est pas simplement une idée de rapport, une notion métaphysique, une abstraction : c'est encore un fait de conscience […] il s'ensuit d'abord que la justice est tout à la fois le principe et la fin, le mobile et la loi de nos actions, la raison de notre vie, l'expression de notre félicité. […] La théorie de Hobbes est fausse : notre mobile suprême n'est pas l'égoïsme ; ce n'est pas la conservation de notre corps et de nos membres, ce n'est pas notre intérêt bien ou mal entendu. S'il est pour nous un fait avéré, c'est que la justice est positivement autre chose que l'intérêt. »

### XXesiècle
Au début du siècle, plusieurs commentateurs s'intéressent à la contradiction apparente entre la psychologie égoïste du philosophe et les impératifs moraux dérivant de ses « lois de nature » exposées aux chapitres XIV et XV de Léviathan : dans quelle mesure la méthode naturaliste et scientifique de Hobbes est-elle compatible avec une conception éthique du devoir et du consentement?

#### Hobbes: un proto-libéral
Selon Leo Strauss, Hobbes s'est basé sur Machiavel qui avait inversé les postulats idéalistes de la philosophie politique en cherchant comment les sociétés vivent dans la réalité. Alors que Machiavel estime qu'il n'y a pas de justice naturelle, Hobbes vise à restaurer des principes moraux en politique, à partir de ses « lois de nature ». Son système repose sur la plus violente des passions de l'homme, qui est la peur d'une mort violente aux mains des ennemis et donc le désir de conserver sa vie. Ce désir est présenté comme un droit fondamental sans aucun devoir en contrepartie, de sorte que l'État a pour fonction de sauvegarder le droit à la vie plutôt que de créer ou promouvoir une vie vertueuse pour ses citoyens. Léo Strauss voit dans cette rupture épistémologique la caractéristique du libéralisme, dont Hobbes serait ainsi le fondateur.
Cette thèse entraîne toutefois un sérieux paradoxe, qu'ont relevé plusieurs critiques — notamment Jürgen Habermas —, car elle fait de Hobbes un libéral alors qu'il est aussi le philosophe d'un absolutisme politique qui nie certaines données fondamentales de la liberté. De fait, Kant reproche au système de Hobbes de vouloir enlever au peuple jusqu'à la liberté de critiquer une loi injuste, ce qui équivaut à faire du souverain « un être inspiré d’en haut et supérieur à l’humanité. » Par ailleurs, l'idée de faire de la sécurité la fin principale de l'État n'est certainement pas une thèse libérale. Toutefois, si Hobbes a consolidé le pouvoir de l'État, il a aussi, dans les chapitres XXI et XXVI, renforcé les droits du citoyen, en donnant à ce dernier le droit d'interpréter la loi et le droit de résistance, en vertu de la liberté naturelle qui lui vient de l'état de nature. Lucien Jaume estime que ce pouvoir de résistance donné au citoyen fait effectivement de Hobbes un « proto-libéral » – tout en signalant que ce sont en général les adversaires du libéralisme, tels Leo Strauss et Carl Schmitt, qui font de Hobbes le « père du libéralisme ».

Après un examen détaillé des positions en présence, Marc Parmentier reconnaît que si Hobbes a effectivement « introduit certains concepts-clés du libéralisme (le droit naturel individuel, le contrat, la représentation politique, les libertés individuelles, l'opposition public/privé, l'égalité) », ceux-ci ne sont encore qu'à l'état d'ébauche et conclut que ce philosophe est « un précurseur paradoxal » : 

« Selon Franck Lessay, si la quasi-totalité des libéraux répugnent à le reconnaître comme un des leurs, ce n'est pas parce que ses thèses seraient opposées aux traits fondamentaux du libéralisme, mais, tout au contraire, parce qu'ils les révèleraient trop clairement. On peut alors être tenté de considérer, non pas que les concepts du libéralisme hantent la philosophie de Hobbes, mais que c'est au contraire la terrible philosophie politique de Hobbes qui hante l'histoire du libéralisme. »

De même, pour Serge Berstein, si la pensée de Hobbes est fort éloignée d'une démocratie libérale, elle en est cependant « une matrice majeure », car elle « résout le dilemme apparemment insoluble entre le primat d'un individu totalement libre par nature et la nécessaire obéissance aux lois de la société politique. »
En fait, en dépit de la contradiction apparente, Hobbes peut être vu comme la source des idéologies libérales et autoritaires, car s'il donne au peuple la possibilité de former un contrat social, il accorde au souverain qui émane de ce pacte le contrôle des lois, de la religion et du discours public.

#### Une structure de pouvoir illimité

Béhémoth et Léviathan par William Blake, aquarelle préparatoire, 1805-1806, pour les Illustrations du Livre de Job publié en 1826. Hobbes a intitulé un autre de ses livres Béhémoth (1668).

Hannah Arendt fait une critique radicale du système proposé dans Léviathan, parce que celui-ci s'intéresse exclusivement à la structure politique et subordonne les caractéristiques des hommes aux besoins du système. Ainsi, à la question de la « valeur » d'un homme, Léviathan fournit cette réponse : « La valeur d'un homme consiste, comme pour toute autre chose, en son prix ; c'est-à-dire, combien on donnerait pour l'usage de sa puissance,. »
L'insistance de Hobbes à faire de la puissance le moteur de toute chose s'accorde selon Arendt aux exigences d'une société où l'accumulation du capital ne peut être sans limite que si elle est incarnée dans une structure politique de « pouvoir illimité » capable de protéger les intérêts d'une classe bourgeoise vouée à une telle accumulation. Cette conception de la société exige une Puissance capable de remplir de frayeur (over-awe them all) les individus, ce qui ne correspond pas vraiment à un sentiment de sécurité. Il s'ensuit que, pour Hobbes, tout ce qui ne sert pas au but ultime est déclaré une nuisance, tels les livres des anciens philosophes, afin que rien ne puisse venir contredire la justification de la tyrannie – un régime politique qui, s'il est apparu souvent dans l'histoire, n'avait jamais été honoré d'un fondement philosophique. La conséquence de ce système est de priver les individus de tout pouvoir et d'en faire de simples rouages dans le grand processus d'accumulation de puissance, lequel est lui-même conçu de telle façon qu'il peut en arriver à dévorer la planète en suivant sa propre loi. De toute évidence, Hobbes avait réalisé, avec un siècle ou deux d'avance, que l'accumulation de richesse ne peut être garantie que par l'étendue du pouvoir politique et que celui-ci doit tôt ou tard forcer l'ouverture de toutes les limites territoriales.
Pour Jacques Maritain, le vice fondamental du système de Hobbes provient de la notion de Souveraineté : « La Souveraineté est une propriété absolue et indivisible, qui ne peut pas être « participée » et qui n'admet pas de degrés, et qui appartient au Souverain indépendamment du tout politique, en tant que droit propre à sa personne. » À partir du moment, en effet, où l'État est conçu comme une personne morale et donc comme un tout, il est destiné à « absorber entièrement le corps politique et il jouit du pouvoir suprême en vertu de son propre droit naturel et inaliénable, et dans son propre intérêt final. » Cette position, qu'a aussi soutenue Joseph Vialatoux adepte du personnalisme, ferait de Hobbes le fondateur du totalitarisme.
Selon Jacques Attali, il se dégage de Léviathan, « l'idée extraordinaire que la dictature est la figure inévitable du capitalisme, la seule façon de le gérer sans violence. » Il est généralement admis que Hobbes préconise une forme de gouvernement dont pratiquement personne ne voudrait dans les démocraties occidentales contemporaines. De même, selon Giorgio Agamben, si on reconnaît à ce philosophe d'avoir théorisé l'État moderne, ce serait pour sa contribution à un ordre politique déshumanisant dans lequel « la capacité des corps des sujets à être tués constitue le nouveau corps politique de l'Occident. »
Pour Arlette Jouanna, toutefois, « Hobbes n'est nullement l'apologiste d'un système totalitaire qu'on dépeint parfois en caricaturant sa pensée » car le pouvoir du souverain n'est absolu qu'en raison de la volonté commune et ce pouvoir pourrait parfaitement s'incarner dans une représentation démocratique, comme l'a explicitement prévu le philosophe. Elle reconnaît cependant qu'en faisant de l'État un Dieu temporel, Hobbes « dotait [l'État] d'une transcendance qui risquait d'écraser ceux qui l'avaient établi. »

#### Réduction du rôle de la conscience et de la possibilité de dissidence
Examinant la place laissée à la conscience dans l'édifice du Léviathan, Lucien Jaume a mis en évidence tout le travail sémiologique par lequel Hobbes a cherché à saper le sens de ce concept et à lui enlever toute légitimité, en s'arrimant à un point de vue rigoureusement matérialiste (également à l'œuvre dans la controverse avec Descartes sur le cogito) : 

« Au lieu d'être une faculté, une dimension de l'âme, la conscience constitue un résultat : l'idée formée sur quelque chose ; on peut d'ailleurs la remplacer par une autre idée, celle que le souverain juge utile à l'intérêt général […]. Les contenus de conscience étant la conscience, les lois ou la doctrine officielle deviennent ma conscience […]. Il n'y a donc pas lieu de fonder quoi que ce soit sur la conscience, car, du point de vue de l'intérêt public, elle est la source de la plus nocive incertitude. »

Hobbes définit en effet la conscience comme « un savoir partagé avec autrui », ce qui implique sur le plan social que l'on considérerait comme « une très mauvaise action de parler contre sa conscience » (chap. VII). Il s'en déduit, comme le montre Jaume, que « la conscience serait le témoignage en nous de la pression du groupe » et qu'elle ne peut donc pas être opposée à l'orthodoxie et, par conséquent, au souverain, car ce dernier est précisément celui qui définit les normes de bien et de mal.

#### Une œuvre capitale pour la modernité politique
Selon Yves Charles Zarka, qui a consacré deux ouvrages à la pensée de Hobbes et publie une bibliographie critique internationale des études hobbesiennes, ce n'est qu'au XXe siècle que « s'est réalisée l'explicitation des enjeux véritables de l'œuvre », en raison des questions que celle-ci pose sur les rapports entre le pouvoir et l'individu. Son interprétation insiste sur quatre apports fondamentaux : 
1. Hobbes fonde sa doctrine politique sur une conception universelle de l'individu, qui n'est ni un héros, ni un être singulier. Ce choix fondamental a pour conséquence que « la théorie politique se déplace d’une considération du gouvernement et des vertus du prince vers une rationalisation des mécanismes du pouvoir et de l’institution de l’État[159]. »
2. Par l'attention qu'il porte au langage et aux aspects fantasmatiques du désir, Hobbes constitue une sémiologie des signes par lesquels le pouvoir doit se manifester pour exister, une puissance n'ayant de réalité que signifiée[160].
3. Hobbes innove aussi en faisant reposer la source de l'État sur une volonté politique publique, manifestée par la multitude des futurs gouvernés au moyen de la doctrine de l’autorisation. Cette doctrine a une double conséquence : « Elle permet de penser la constitution du pouvoir politique en des termes qui ne soient pas ceux de l’aliénation. Deuxièmement, elle permet de soustraire la doctrine du pouvoir politique et de la souveraineté à toute réduction à la propriété[161]. »
4. Enfin, Hobbes met paradoxalement en évidence l'impossibilité de fonder a priori le droit de punir, en affirmant dans son chapitre sur les punitions que « Nul n’est réputé obligé par ses propres conventions à ne pas résister à la violence ; en conséquence, rien ne saurait permettre de conclure qu’un homme a abandonné à quelque autre le droit de lui faire violence en portant la main sur lui. » (Chap. XXVIII).

Zarka procède à une analyse de l'œuvre de Hobbes et tout particulièrement du Léviathan en se fondant sur une approche à la fois philosophique et historique, qu'il oppose à l'approche « contextualiste » ou « historiciste » de Quentin Skinner, ce qui a suscité un vigoureux débat entre les deux interprètes,.
Skinner en effet analyse l'œuvre au moyen d'une « étude soigneuse — non pas sémiologique, mais plutôt pragmatique — des jeux de langage dans le climat intellectuel de l'époque ». Son hypothèse centrale « est que même les ouvrages les plus abstraits de théorie politique ne sont jamais au-dessus de la mêlée ; ils s'y enfoncent complètement ». Cela l'amène à présenter Hobbes comme « le plus redoutable ennemi du modèle républicain de la liberté », un modèle inspiré de la Rome antique en opposition avec la théorie de l'absolutisme royal. C'est par opposition à cette conception néo-romaine de l'État, mise de l'avant notamment par ses contemporains John Milton et John Hall (1632–1711), que Hobbes aurait écrit son Léviathan, afin de montrer que la liberté personnelle est compatible avec un pouvoir absolu. Quentin Skinner distingue également trois moments différents chez Hobbes : le moment où domine l'influence humaniste, celui marqué sur une tentative de fonder une science sociale comparable à la science de la nature visible dans Elements of the Law et dans De cive, et enfin un troisième moment représenté par l'édition du Léviathan en latin de 1688, où Hobbes insiste sur l'importance de l'éloquence et de la rhétorique dans la science morale.

### XXIesiècle
La prise de conscience de la crise climatique amène anthropologues, historiens, philosophes et politologues à réexaminer de façon critique le rôle de l'État. Dans Homo domesticus. Une histoire profonde des premiers Etats (2019), l'anthropologue américain James Scott (1937 - ), se basant sur l'étude des « embryons d’État en Mésopotamie, en Egypte et en Chine, entre – 4000 et – 2000 avant notre ère » conclut que « Thomas Hobbes, John Locke et tous les théoriciens du contrat social [qui] postulaient un état de nature violent où l’homme serait livré aux famines et aux maladies [ont fait] complètement fausse route ». En effet, l'État n'est apparu qu'à une date relativement récente et « la population humaine a majoritairement évolué dans un monde sans État ». En outre, comme le montre Jean-François Bayart, « La violence fait l'État. »

## Léviathandans la culture contemporaine
Léviathan est toujours considéré comme un ouvrage majeur non seulement pour son importance dans le champ de la philosophie et des théories politiques, mais aussi pour sa valeur littéraire. Aussi était-il classé, en 2017, par le Guardian, dans la liste des cent meilleurs livres de non-fiction de langue anglaise publiée.
En raison de son substrat biblique largement connu, le terme « Léviathan » se retrouve dans de nombreuses créations contemporaines, qui n'ont pour la plupart aucun rapport avec l'ouvrage de Hobbes, et se centrent sur le monstre marin.
Le chef-d'œuvre de Hobbes a inspiré divers romans dont les héros sont en lutte contre un État tout-puissant, tels Léviathan, de Paul Auster (1992) et Léviathan (2009) de Scott Westerfeld (2009).
Il a aussi inspiré le film Léviathan (2014) d'Andreï Zviaguintsev, qui relate les déboires d'un homme face au maire de sa ville qui veut l'exproprier. Le réalisateur a délibérément choisi son titre pour renvoyer à Hobbes, ainsi qu'il l'a confié en entrevue : « [le titre] est une partie intégrante du projet dans son ensemble. Il place le film à un autre niveau, lui confère une autre dimension. ». Le film de Zviaguintsev a fait l'objet en 2015 d'une vidéo, avec Oleg Negin, Mikhaïl Kritchman, Alexander Rodnyanski.

### Bibliographie

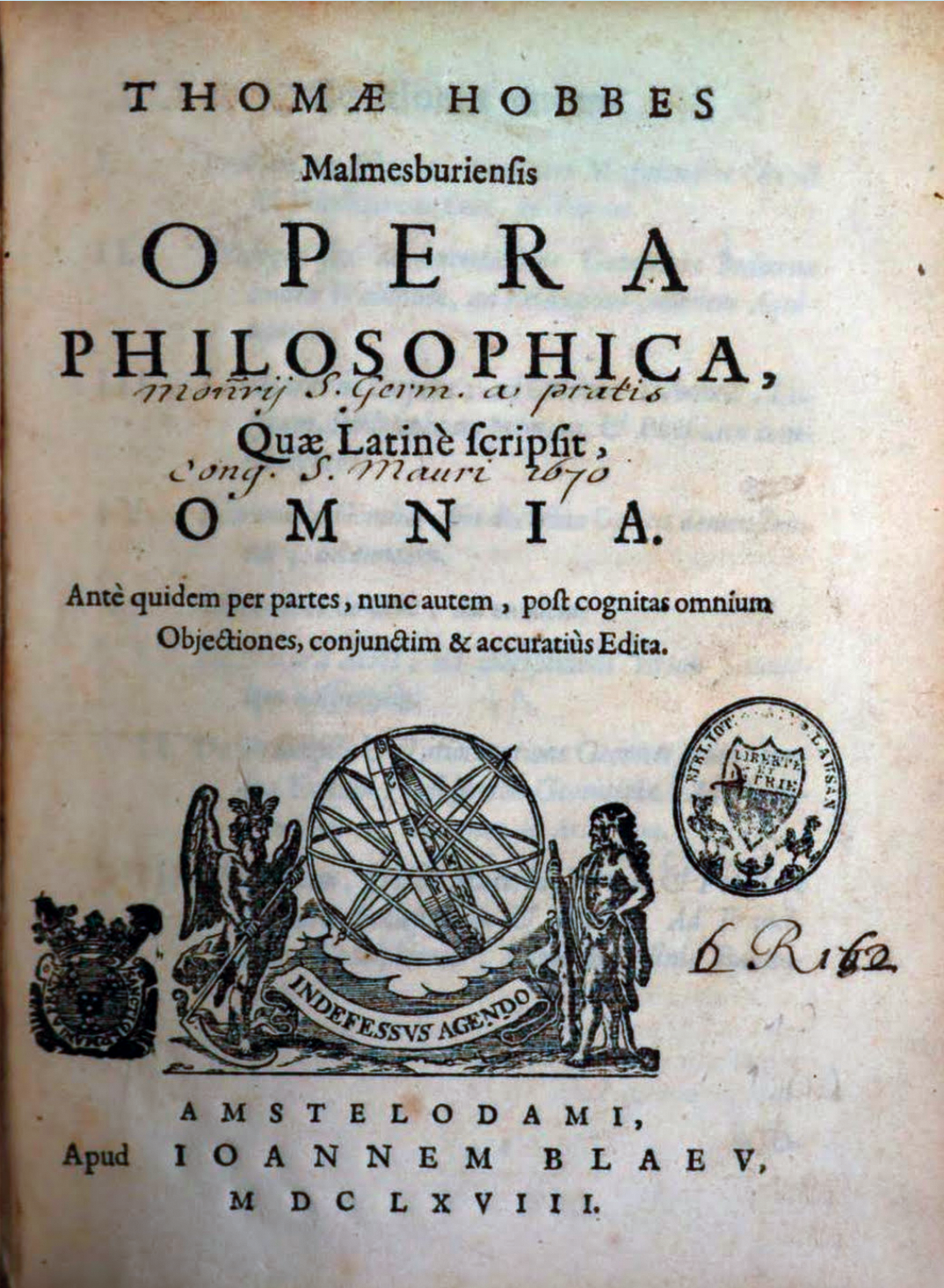
Édition latine de 1668 publiée à Amsterdam.